# Parque nacional Tierra del Fuego

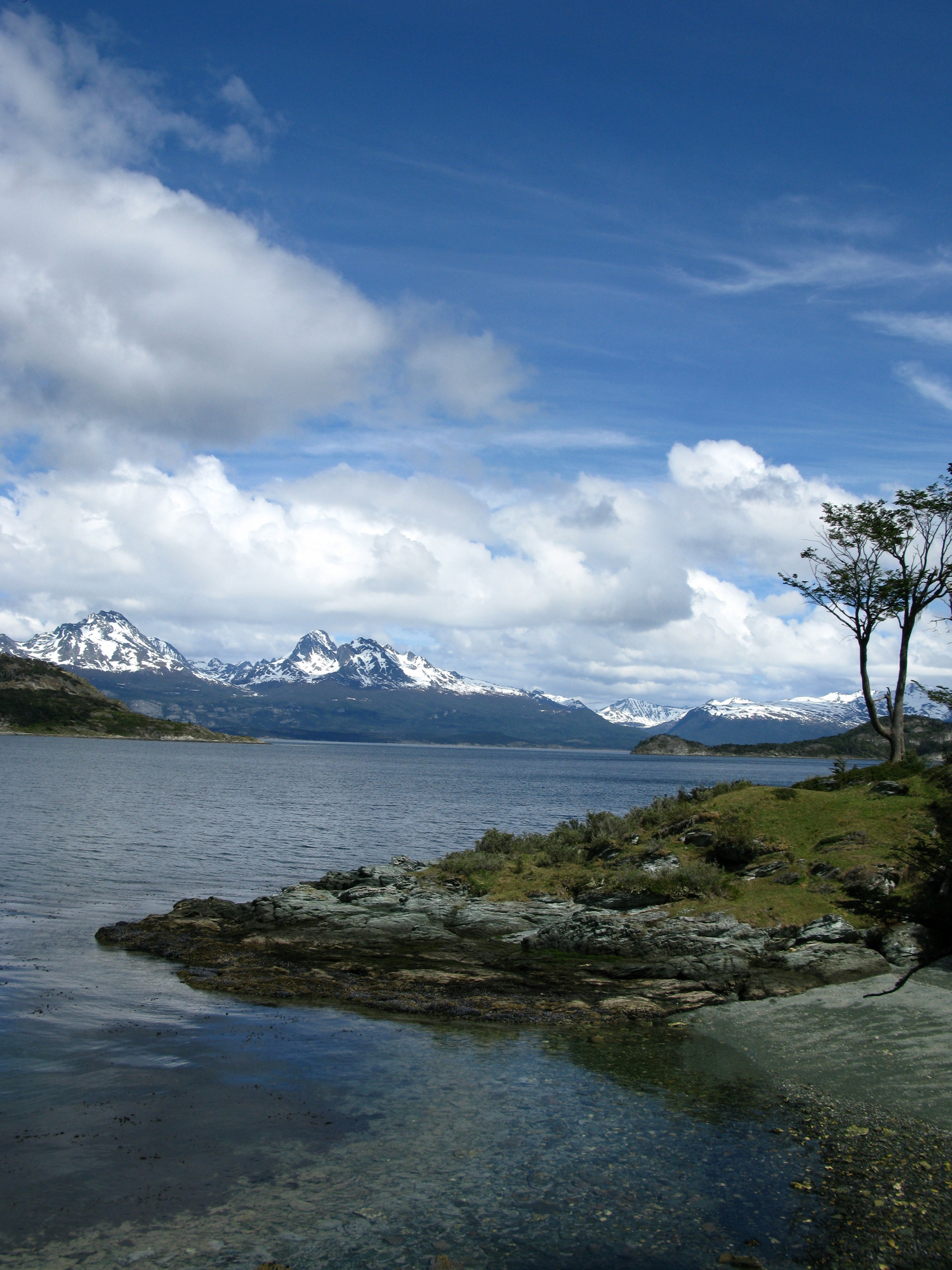
Costas en el canal Beagle.

El parque nacional Tierra del Fuego es un parque nacional de Argentina situado en la provincia de Tierra del Fuego, Antártida e Islas del Atlántico Sur, en el extremo suroeste de la porción argentina de la isla Grande de Tierra del Fuego, a unos 12 km al oeste de la ciudad de Ushuaia. Se extiende desde la sierra de Injoo Goiyin (o de Beauvior), al norte del lago Fagnano, hasta la costa del canal Beagle en el sur. Es uno de los pocos parques nacionales argentinos con costas marinas. El parque cuenta con picos en que se alternan con valles donde hay ríos y lagos originados en glaciares. El parque nacional tiene una superficie de 68 909 hectáreas, aunque no se halla mensurado y existen diferencias en sus límites con el ejido de Ushuaia.
Solamente unas 2000 ha de su extremo meridional están abiertas al público. El resto del parque tiene la categoría de «reserva natural estricta». 
Protege una porción del extremo austral de la cordillera de los Andes, prístinos bosques fueguinos, lagos glaciarios, y costas marinas con biodiversidad perteneciente a la ecorregión marina: Canales y Fiordos del sur de Chile. 

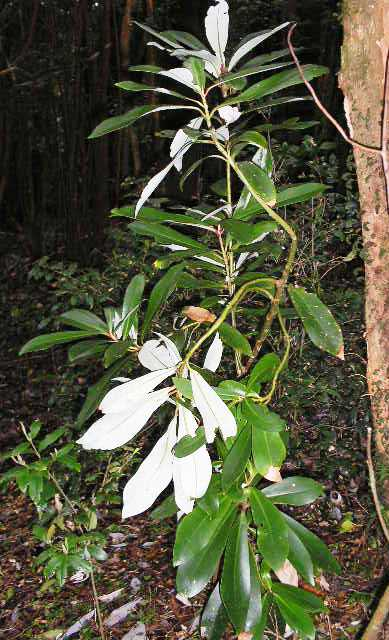
Canelo.

## Historia
Se ha determinado que el área fue ocupada por parcialidades de cazadores recolectores de las etnias como la canoera yámana o yagán, y los selknam (también conocidos con el nombre de onas). Los concheros, conformados por las acumulaciones de restos de los mejillones y otros moluscos y crustáceos de los que se alimentaban aún son perfectamente visibles en el sector de bahía Lapataia.
Un decreto s/n de 1 de marzo de 1910 creó una reserva con el fin de establecer un parque nacional en 350 000 ha de tierras alrededor del lago Fagnano. Esta reserva fue desafectada el 23 de enero de 1935 por el artículo 26 del decreto n.º 55177 reglamentario de la ley n.º 12103 de parques nacionales.

Art. 26. - Déjase sin efecto el decreto de 1.° de marzo de 1910 que reservó para Parques Nacionales una superficie aproximada de trescientos cincuenta mil hectáreas (350.000), rodeando el Lago Fagnano, en el territorio de Tierra del Fuego, en cuya superficie la Dirección de Tierras podrá, hasta tanto se le asigna el nuevo destino, acordar permisos de ocupación provisoria y sin comprometer en forma alguna la libre disponibilidad de esas tierras.

Un nuevo intento de establecer un área protegida en Tierra del Fuego fue realizado el 25 de enero de 1946 mediante el decreto n.º 2524/1946 que dispuso la creación del parque nacional Tierra del Fuego.

Artículo 1. Créase el Parque Nacional de Tierra del Fuego con los siguientes límites: El río Remolino desde su desembocadura en el canal Beagle hasta su nacimiento; desde allí una línea hasta el Cerro Cuchillo y desde allí en recta al Norte hasta un punto situado 5 kilómetros al Sud del Lago Fagnano; una línea aproximadamente paralela a la costa del Lago Fagnano situada hasta 5 kilómetros de la misma, la que se continuará a igual distancia de la margen Sud, Este y Norte hasta la desembocadura del río Claro o Jofre y continuará por este río hasta su nacimiento y desde este punto una línea con rumbo Oeste hasta el límite internacional con Chile, este límite hasta el canal de Beagle, la costa Norte del mismo hasta el punto de partida.

Sin embargo, el 4 de septiembre de 1947 fue dejado sin efecto por decreto n.º 26933/1947.

## Creación y legislación
El parque nacional fue definitivamente creado el 30 de septiembre de 1960 mediante la sanción de la ley n.° 15554, promulgada el 25 de octubre de 1960 por decreto n.º 12925/1960.

ARTICULO 1°. - Créase el Parque Nacional de Tierra del Fuego en el territorio nacional del mismo nombre, con los siguientes límites: al Norte la cumbre de la sierra Beauvoir; al Este una línea quebrada correspondiente al meridiano 68 grados 22' desde la sierra Beauvoir hacia el Sur hasta el paralelo 54 grados 47' siguiendo luego por el mismo hacia el Oeste hasta el meridiano 68 grados 27' 30" y continuando por éste hacia el Sur hasta la costa del canal de Beagle; al Sur la costa del canal de Beagle y al Oeste el límite internacional con la República de Chile.

El decreto n.º 2149/1990 del 10 de octubre de 1990 designó a un sector del parque nacional como reserva natural estricta. Los límites de la reserva natural estricta fueron modificados por el decreto n.º 453/1994 de 23 de marzo de 1994, que la redujo a 3 sectores denominados Norte, Centro y Sur, y creó la reserva natural silvestre abarcando un amplio sector central.
En 2007 fue aprobado el Plan de Manejo Parque Nacional Tierra del Fuego, el cual fue luego actualizado por el Plan de Gestión Parque Nacional Tierra del Fuego, realizado en 2019 y publicado finalmente en 2021, al normalizarse la situación post-pandemia COVID-19. Este último realiza una proyección de planificación a 10 años (2021-2030).

## Organización y administración del parque

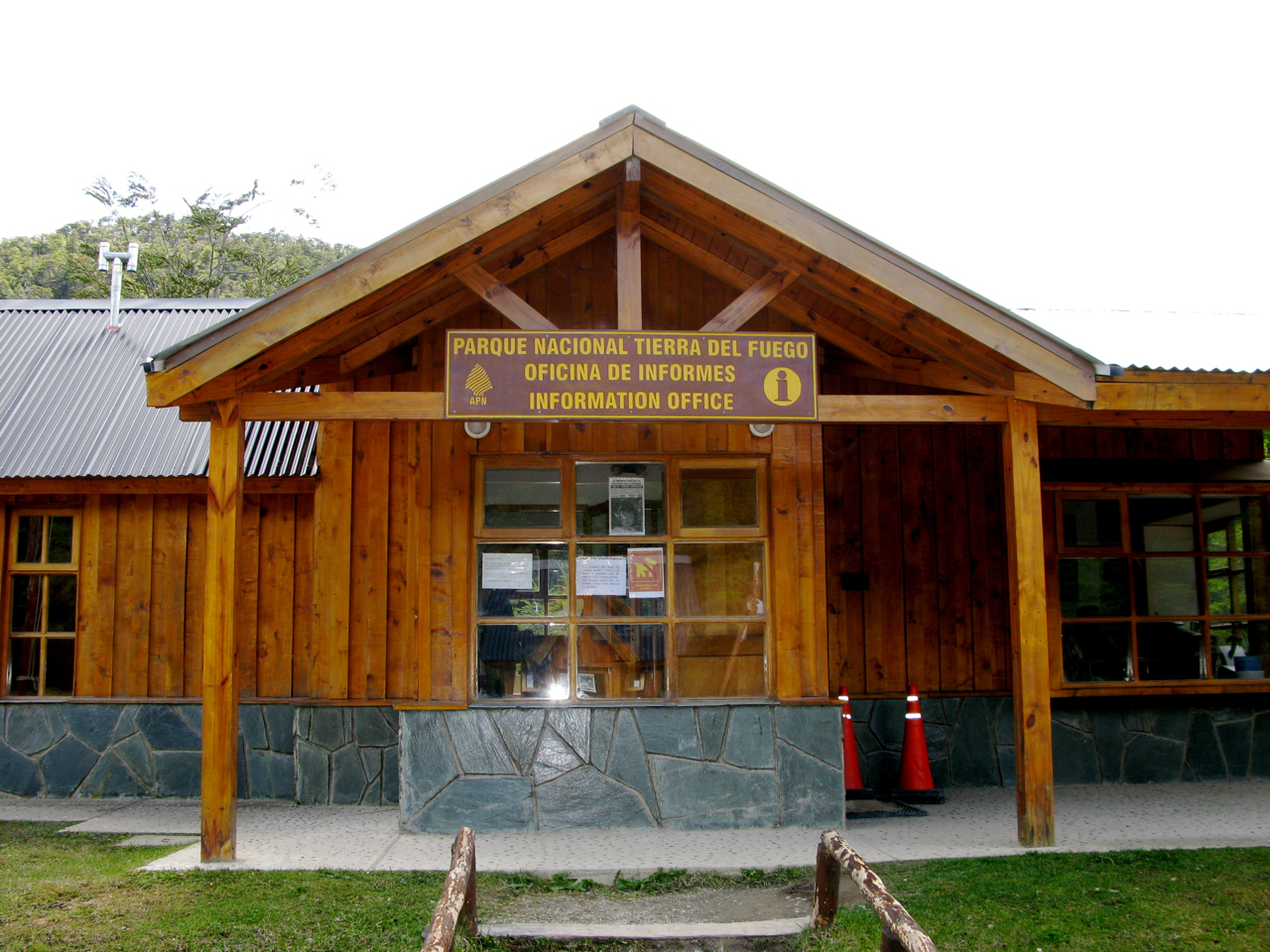
Entrada al Parque Nacional Tierra del Fuego.

El parque se encuentra subdividido en zonas, en cada una de ellas se encuentra regulado cuales son las actividades permitidas de acuerdo a los objetivos de preservación pautados. Del total de 63 000 ha que forman el parque, sólo una superficie de 2000 ha, en el sector sur del Parque, está asignada al uso turístico, teniendo el resto las categorías de Reserva Natural Silvestre y Reserva Natural  Estricta. Dentro de los límites del parque nacional existen dos propiedades privadas, una de 322 ha y otra de 2 ha.
El parque es administrado por la Administración de Parques Nacionales. Existen numerosos guardaparques ubicados en distintos puntos del parque que hacen cumplir las reglamentaciones vigentes en cuanto a las actividades permitidas y no permitidas en el parque, y orientan a los turistas y visitantes que lo recorren.
Por resolución n.º 126/2011 de la Administración de Parques Nacionales de 19 de mayo de 2011 se dispuso que el parque nacional encuadrara para los fines administrativos en la categoría áreas protegidas de complejidad I, por lo cual tiene a su frente un intendente designado, del que dependen 6 departamentos (Administración; Obras y Mantenimiento; Guardaparques Nacionales; Conservación y Educación Ambiental; Uso Público; Recursos Humanos y Capacitación) y 2 divisiones (Despacho y Mesa de Entradas, Salidas, y Notificaciones; Asuntos Jurídicos). La intendencia tiene su sede en la ciudad de Ushuaia.

## Actividades turísticas y de recreación

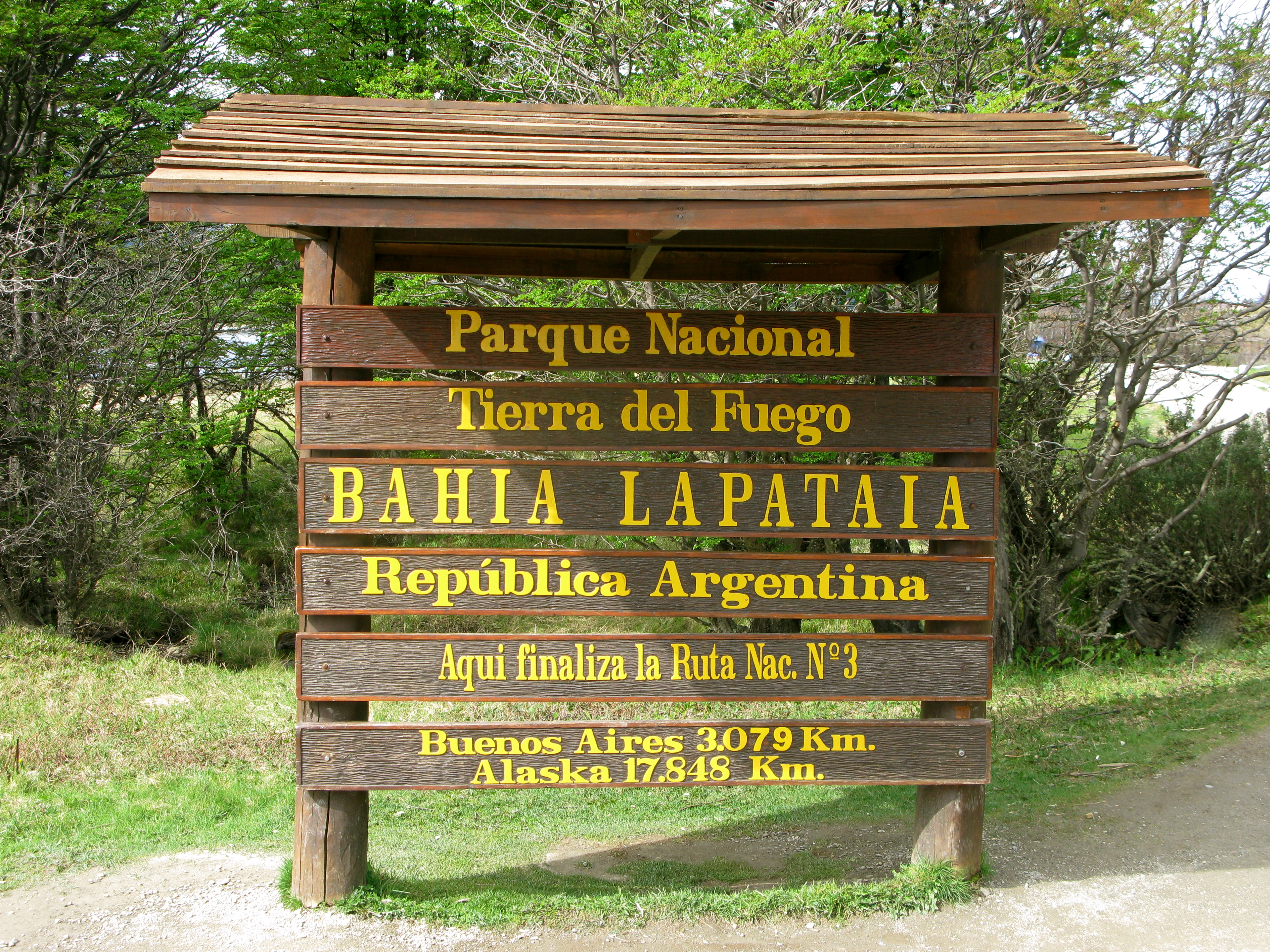
Cartel donde finaliza la Ruta Nacional 3, parque nacional Tierra del Fuego.

En verano, cerca de mil personas por día visitan el parque nacional, accediendo de diversas maneras.

### Accesos

#### Acceso vehicular
El acceso se realiza desde la ciudad de Ushuaia, a unos 12 km al este del Parque, a través de la ruta nacional N.º 3. En la entrada es necesario abonar un derecho de acceso cuyo monto varia por temporadas.
La Ruta Nacional N° 3 tiene, en el sector de Bahía Lapataia dentro del Parque, el punto final de su recorrido, el cual se inicia en la ciudad de Buenos Aires. A partir de la Ruta Nacional N° 3 se originan tres caminos secundarios: al río Pipo/Ajej, a Ensenada Zaratiegui, y al lago Roca/Acigami.

#### Acceso ferroviario
El medio de transporte más típico para que los visitantes accedan al parque es el denominado «Tren del Fin del Mundo», que sale de la estación del Fin del Mundo, 8 km al oeste de Ushuaia. Se trata de la parte final de la línea que unía el presidio de Ushuaia con los campos de trabajo situados en lo que hoy es el parque.

#### Acceso marítimo
También es posible acceder al parque embarcando en un catamarán, el cual une el puerto de la ciudad de Ushuaia con el embarcadero de bahía Lapataia, navegando por las aguas del canal Beagle.

## Geografía del área protegida

### Clima

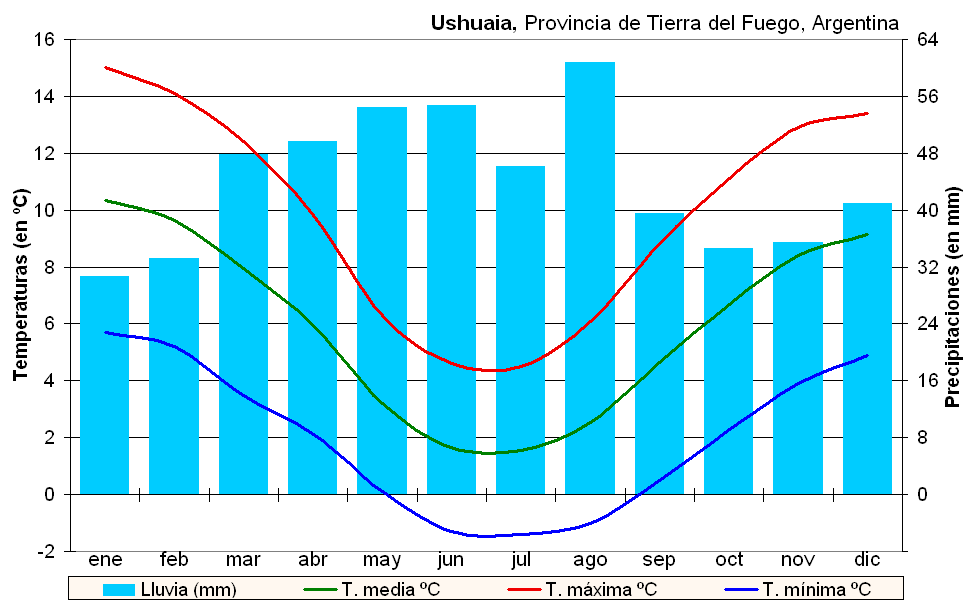
Climograma de Ushuaia, ciudad próxima al parque nacional.

El clima del parque, según los autores, pertenece al subpolar oceánico, o al patagónico húmedo. A pesar de que las temperaturas son frías todo el año, posee altos bosques magallánicos. Posee una temperatura media anual de 5,7 °C y una escasa oscilación térmica anual, que va de -0,3 en julio a 9,4 °C en enero; son extrañas las temperaturas de más de 15 °C en verano o menores a -8 °C en invierno. Los récords de temperaturas absolutas son 29,4 °C (ocurrió en diciembre) y -25,1 °C (ocurrió en julio). Tal es lo persistente del frío que en pleno verano austral se han registrado eventuales nevadas, o temperaturas de solo -6 °C. Las precipitaciones, que en invierno suelen ser en forma de nieve, están repartidas equitativamente a lo largo del año sumando un total de 524 mm, pero, si bien parecerían exiguas, a causa de la constante temperatura baja se tornan suficientes para convertirlo en un parque de clima húmedo; también ayuda para ello el alto promedio de días con alguna precipitación -200 días al año-, siendo también alto el número de días nublados o brumosos. 
Fuertes vientos desde el cuadrante oeste, originados en el océano Pacífico, suelen azotar las costas del área protegida, razón por la cual los árboles expuestos a las tempestades crecen siguiendo la dirección del viento, lo cual hace que, en razón de su forma, sean llamados «árboles-bandera» por la inclinación que son forzados a tomar.

### Geología
La geología de la zona del parque nacional Tierra del Fuego es el resultado de una serie de procesos de conformación y transformación que ocurrieron a lo largo de millones de años, en particular los procesos que han modificado los estratos terrestres mediante fenómenos agrupados en la tectónica de placas, han sido determinantes en la conformación de la cordillera de los Andes. La zona fue conformada por la erosión durante la última glaciación, existiendo varios depósitos de material y morrenas. Los lagos en su mayor parte poseen costas conformadas por canto rodado y arenas gruesas, o placas pétreas de las montañas adyacentes.

### Geomorfología
La cordillera de los Andes es el encadenamiento más importante del parque, al cual lo atraviesa de oeste a este. Otra cadena destacada es la Sierra de Injoo Goiyin (o de Beauvior); y entre los cerros el cerro Guanaco, en el cordón del Toro, el cual posee una altitud de 970 m s. n. m.
Las alturas van desde el nivel del mar en las costas del canal Beagle hasta los 1476 m s. n. m. del cerro Vinciguerra. 

### Hidrografía
Producto de las lluvias y nevadas que se registran en la zona, y del deshielo en verano, el parque posee un conjunto variado de lagos, y lagunas. Desde la cima de las montañas nacen un sinnúmero de arroyos y ríos que son alimentados por el deshielo primaveral, y que desembocan en los lagos que se encuentran en el parque o directamente en las costas del canal Beagle.
El lago de mayor extensión es el lago Fagnano (también llamado Kami), en el sector norte del parque, aunque el más visitado es el lago Acigami (antes llamado lago Roca), cortado de norte a sur por el límite fronterizo con Chile. Entre los ríos más destacados se encuentra el río Ajej (antes llamado río Pipo).

### Morfología costera
Las costas marítimas del parque son uno de sus mayores atractivos, pues son recortadas, acantiladas, contorneadas por senderos que permiten acceder a puntos panorámicos ubicados en los sectores más impactantes del litoral marino. Completan el panorama costero numerosas islas, en especial en bahía Lapataia, sin duda es esta última la mayor atracción de sus riberas.

## Biodiversidad

### Fauna andina
El animal que más claramente se asocia con la zona es el cóndor andino, cuyas alas poseen una envergadura de hasta 3.3 m. También se encuentran tropas de guanacos, se trata de un camélido sumamente ágil y veloz; es el mamífero terrestre más grande del parque, llegando a medir hasta 1,10 m de alzada; está revestido por un pelaje doble y grueso que lo protege.

### Fauna de los prados abiertos

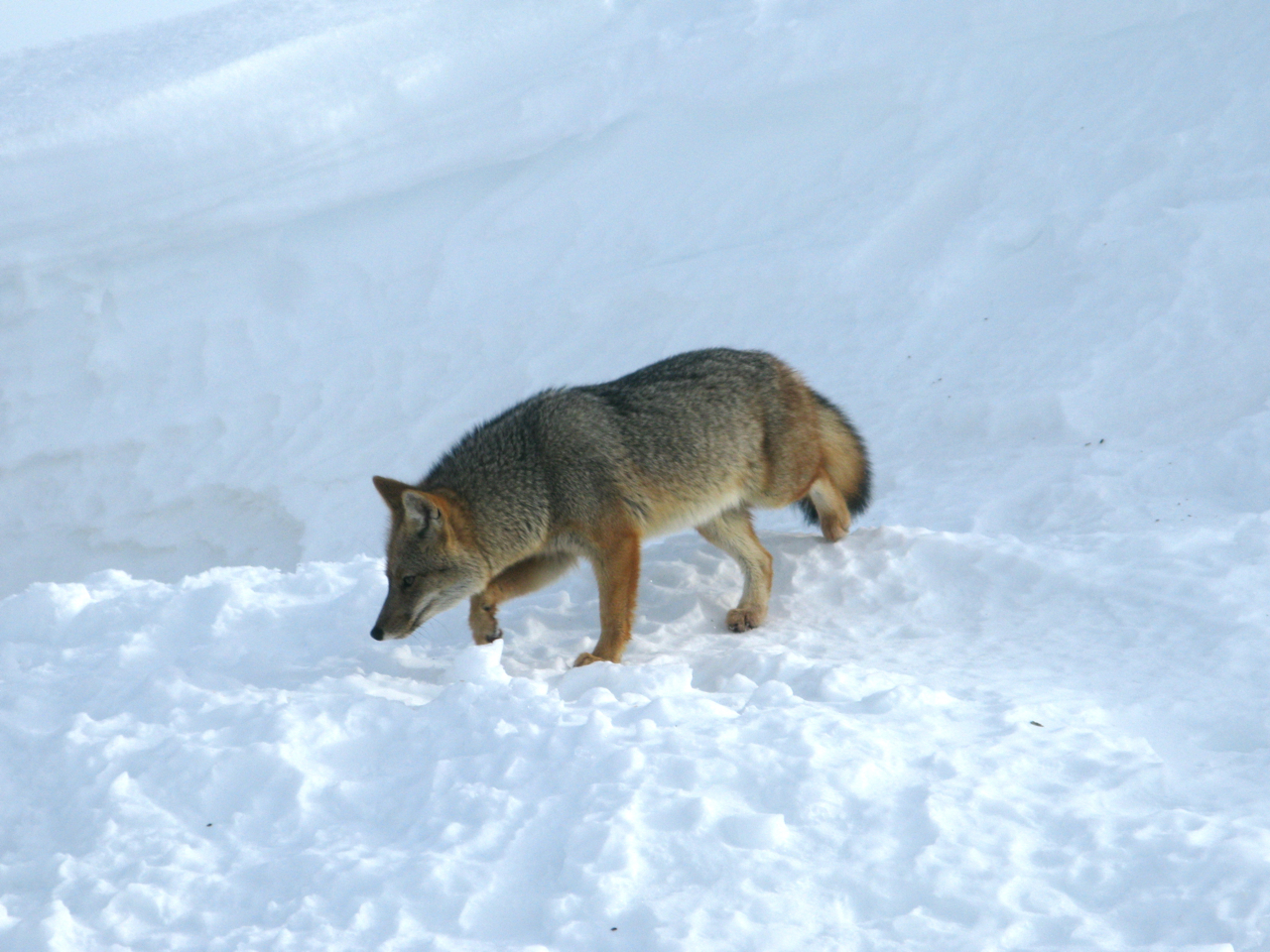
Zorro colorado fueguino.

En los bosques se pueden ver el fringilo patagónico, el rayadito, la cotorra austral o cachaña, el pájaro carpintero patagónico con su cuerpo negro y cabeza roja, el zorzal, y al picaflor más austral del mundo: el colibrí rubí de plumaje brillante. Por su parte la ratona austral vive en el sotobosque, desplazándose con pequeños saltos o mediante vuelos cortos.
Un curioso habitante del parque es la raza más grande (endémica de la isla) del zorro colorado que se distingue por su cabeza y patas rojizas, lomo gris rayado de negro con vientre y cuello blancos; habita en los bosques caducifolios, aunque se aproxima a áreas de camping en busca de alimento.

### Flora
En los pastizales cortos, mallines, descampados húmedos, y lugares abiertos cercanos a los caminos es posible observar una importante variedad de aves que incluyen la remolinera patagónica, la bandurria baya, el tero y cauquenes. En atalayas elevadas se observan jotes, y aguiluchos.
Dado el clima frío no existe una gran abundancia de insectos. Durante el verano sólo causan alguna molestia unos pocos tábanos.

### Fauna acuática de agua dulce
En ambientes lacustres retirados, en zonas de vegetación espesa vive una rara especie de nutria nativa llamada huillín, la que se encuentra en peligro de extinción. Se alimenta de pequeños peces y moluscos. En los arroyos es dable observar al martín pescador, mientras espera pacientemente su pesca. Entre la fauna ictícola nativa de los lagos del parque destaca el puyén.

### Fauna marina
Sus costas pertenecen a la ecorregión Canales y Fiordos del sur de Chile. En ellas la fauna marina es abundante, con presencia de aves como el cormorán de cuello negro, el ostrero austral, pingüinos magallánicos, petreles, gaviotas cocineras, gaviotas australes cormoranes imperiales, Patos vapor del Pacífico, carancas o cauquenes de mar, mamíferos como lobos marinos de uno y de dos pelos, nutrias marinas, y toninas. 
Sus aguas son ricas en peces, y diversos invertebrados como mejillones, cholgas y otros moluscos, y crustáceos como los centollones y  especialmente la centolla patagónica, de carne famosa por su delicado sabor, constituyéndose en el plato culinario típico de la comarca.

### Animales exóticos

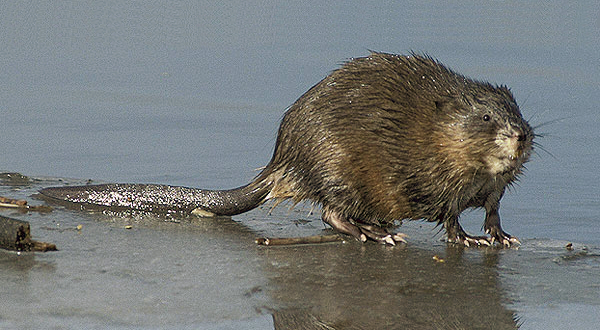
Rata almizclera, una de las especies foráneas en el área protegida.

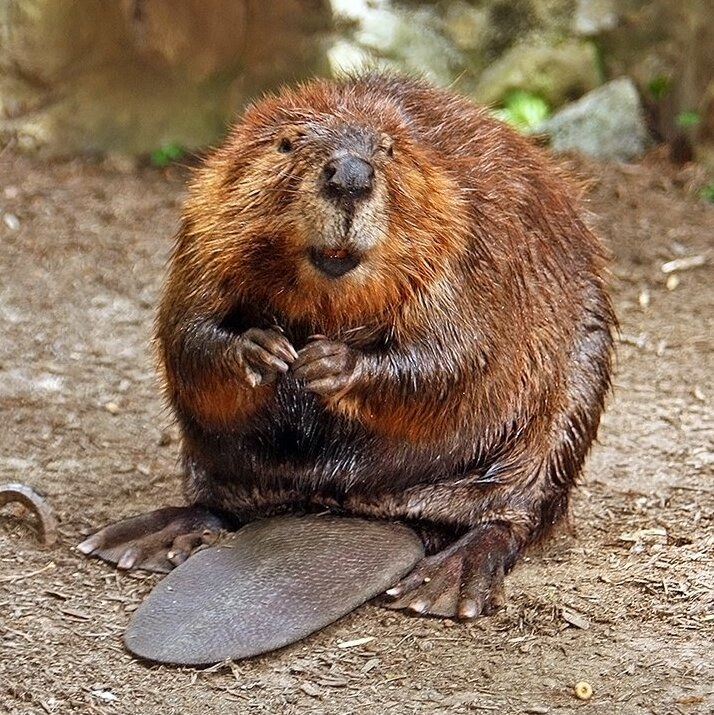
El castor americano, la especie foránea que más problemas causa en el área protegida.

Durante el siglo XX, se introdujeron en la isla y se han aclimatado en forma excelente ejemplares de fauna del hemisferio norte, tales como la rata almizclera, el conejo, y el castor americano; las dos últimas especies causan serios trastornos en este parque nacional. La introducción de truchas exóticas resultó sumamente perjudicial para los peces nativos, que fueron predados por estas especies. Los lagos y lagunas del parque poseen una población de salmónidos destacable. La especie más importante es la trucha arco iris. La pesca está reglamentada en el parque.

### Flora

#### Montaña andina
La zona denominada montaña andina se ubica por encima de la cota de 500 m s. n. m. correspondiendo a la zona superior de los cerros. La zona está caracterizada por macizos rocosos, extensiones de piedras sueltas (pedreros) entremezcladas con arenas, y pequeñas praderas aisladas en los valles de alta montaña en la zona donde confluyen los arroyuelos que alimenta el deshielo.
Las condiciones ambientales son muy rigurosas, estando la zona expuesta a nevadas y ventiscas a lo largo de todo el año, y la humedad es reducida. La exposición a los fuertes vientos que soplan en forma continua desde el oeste y la radiación solar contribuyen a hacer de este un medio bastante inhóspito. La zona permanece cubierta por una capa de nieve desde el otoño hasta la primavera; a mayor altura también hay nieves eternas.
Por todo ello la vegetación es de escasa altura, y se desarrolla principalmente en hondonadas o zonas que ofrecen resguardo frente a las condiciones climáticas. Es durante el período diciembre a marzo en que la vegetación existente recupera energías para hacer frente a las duras condiciones que prevalecen el resto del año, y es cuando la vegetación ofrece vistosas flores que compiten por la atención del caminante. Las pequeñas praderas se desarrollan en terrenos mallinosos con presencia de especies de compuestas, musgos, y gramíneas. Asimismo sobre las rocas se desarrollan líquenes de vistosos colores. Ya en zonas de menor altura se encuentran bosquecillos de lengas "achaparradas", puesto que por la acción de la carga de la nieve sobre ellas su altura no excede los 2 a 3 m.

#### Bosque magallánico

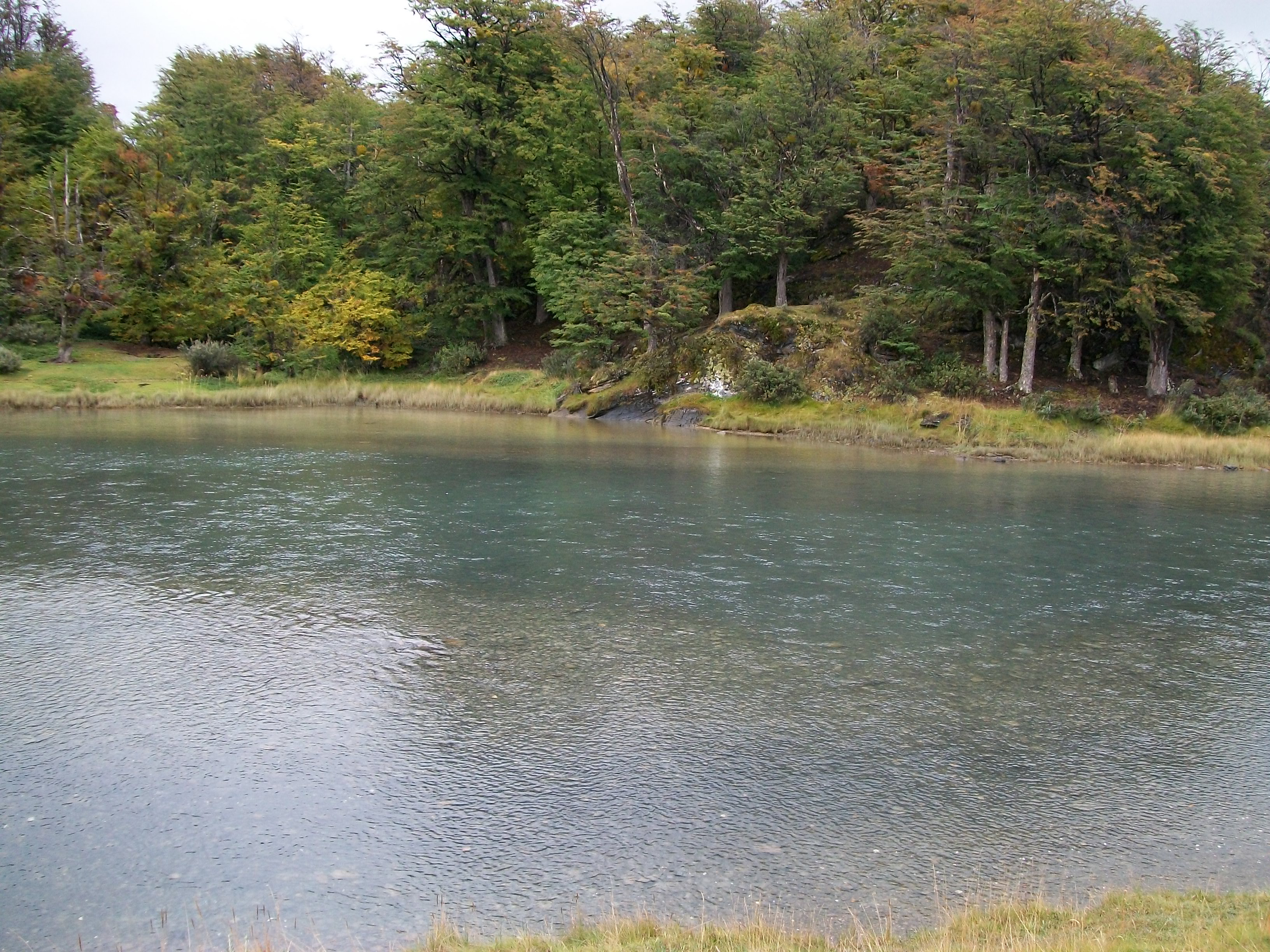
Vista del Bosque.

El bosque comienza desde el nivel del mar y llega a los 450 m de altura. Es el Bosque magallánico. Las forestas representadas son: el bosque caducifolio con predominio de cuyas especies características son la lenga, y el ñirre y, en sectores más húmedos y protegidos de los vientos: el bosque siempreverde de coihue magallánico o guindo, canelo, Maytenus magellanica, y notro, junto con matorrales de chilco o aljaba, michay, calafate, mata negra, y tundra magallánica en áreas de drenaje pobre. En el sotobosque del bosque se pueden encontrar algunas delicadas especies de orquídeas, y helechos.

#### Vegetación marina
Las aguas que bañan las costas de este parque son notables por poseer bosques sumergidos de cachiyuyos gigantes, una alga parda de enormes proporciones, la cual sostiene una rica biodiversidad marina.

### Bioindicadores
Entre las especies fueguina podemos observar distintos organismos que se utilizan como bioindicadores estos son especies/ensambles que con su sola presencia indica determinadas condiciones ambientales. Son organismos muy sensibles a la contaminación atmosférica, es decir, a la presencia de determinadas sustancias nocivas en el aire, descifrando cualquier fenómeno o acontecimiento actual (o pasado) relacionado con el estudio de un ambiente. Por esta razón son utilizados como indicadores del grado de polución que existen en las ciudades.
En los senderos habilitados del parque nacional Tierra del Fuego se pueden observar con facilidad las siguientes especies:
- Usnea barbata "Barba de viejo"
- Parmelia "liquen escudo":Hábitat: Cortezas, maderas en descomposición o rocas, fácilmente visibles en el parque nacional Tierra del Fuego.
- Menegazzia "liquen flauta de árbol"
- Xanthoparmelia "liquen rana de roca"
- Caltha sagitatta

## Galería

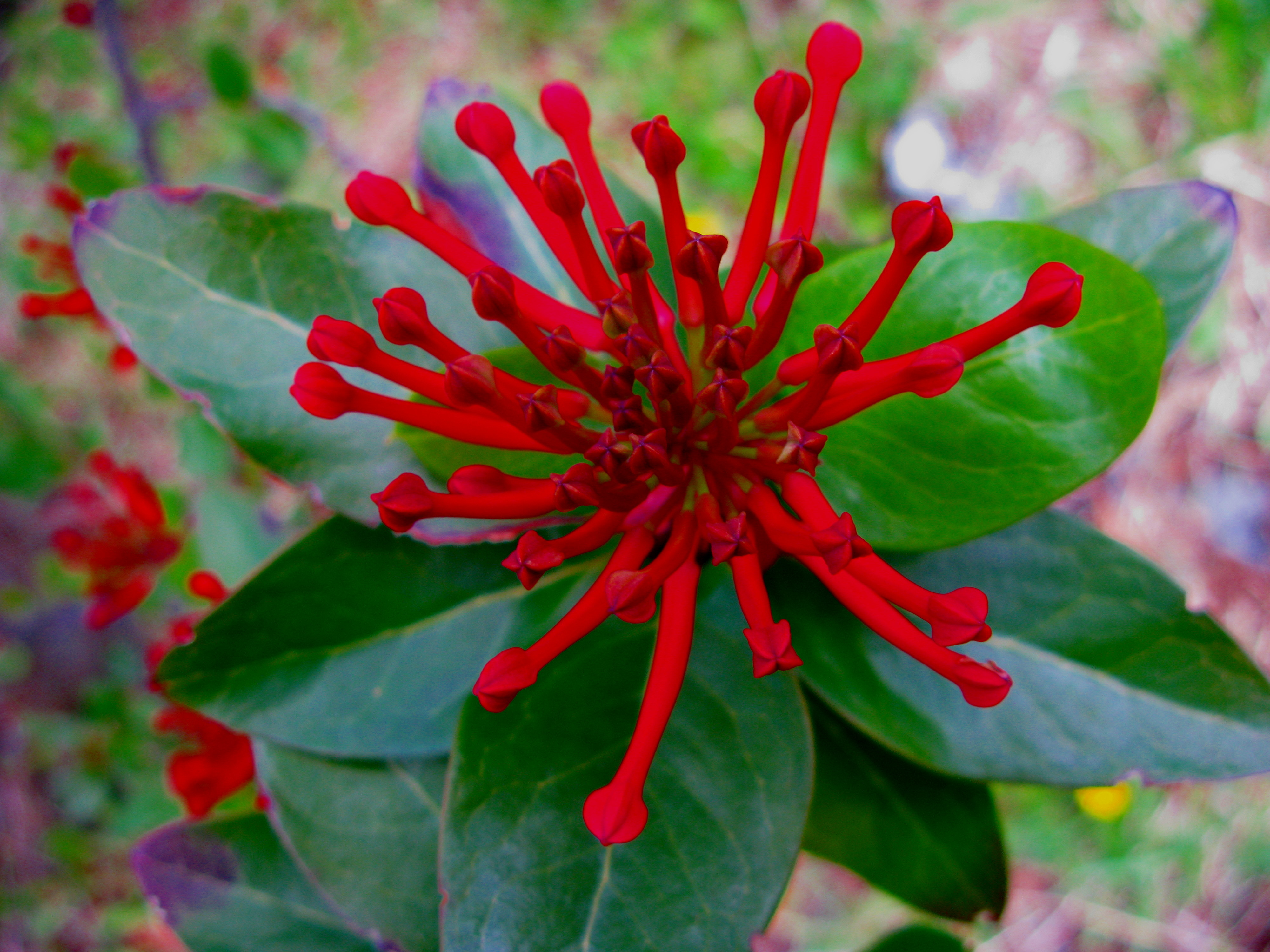
Flor de notro.
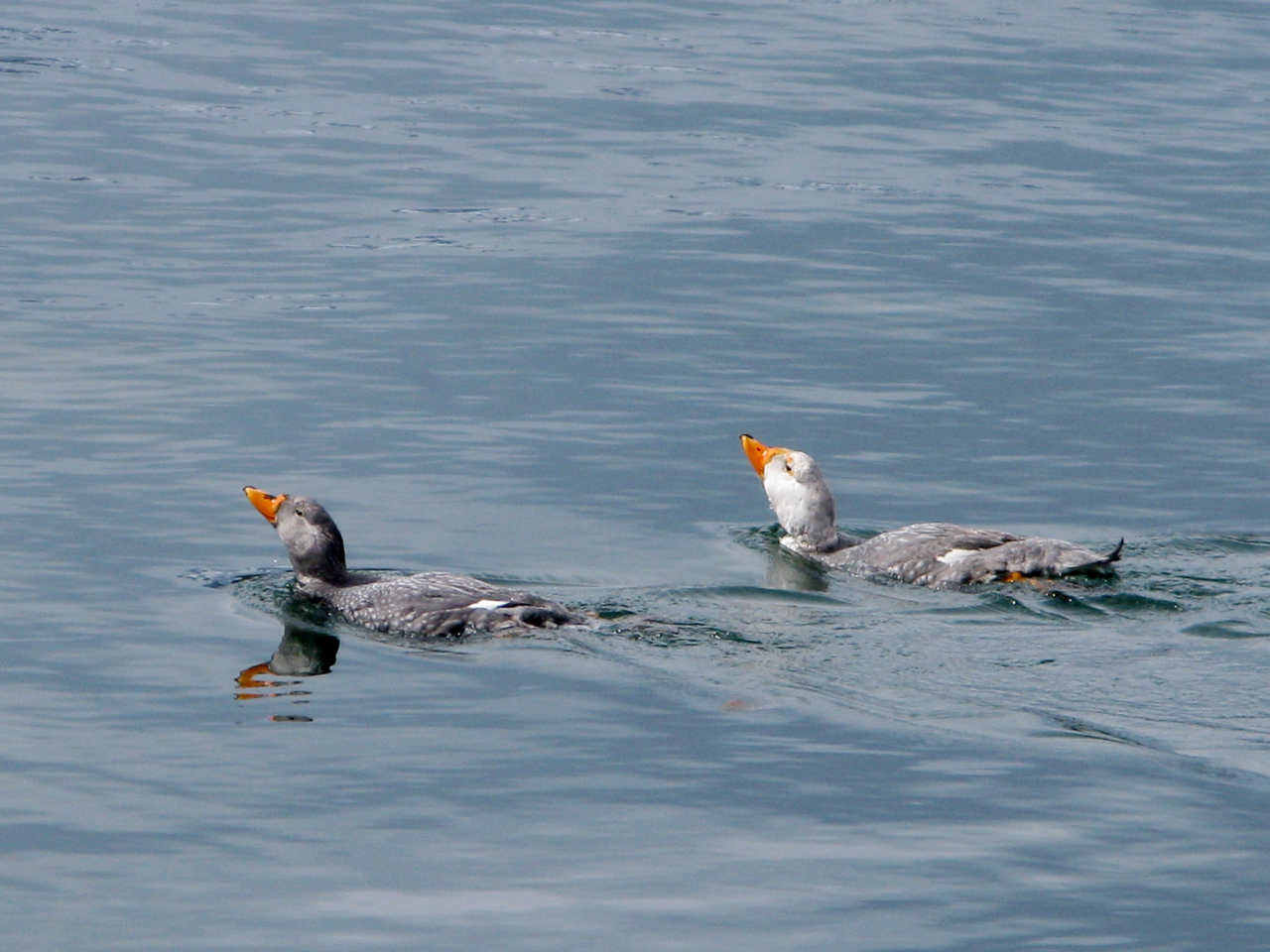
Pareja de Pato vapor del Pacífico en la costa del Parque Nacional.
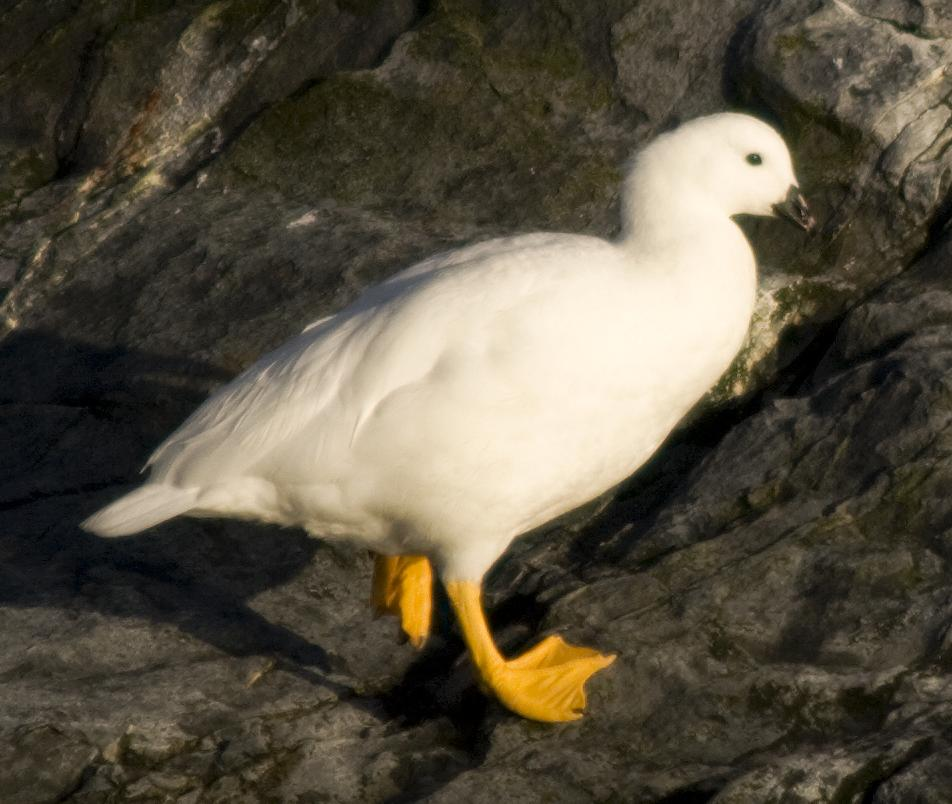
Caranca o cauquén de mar.
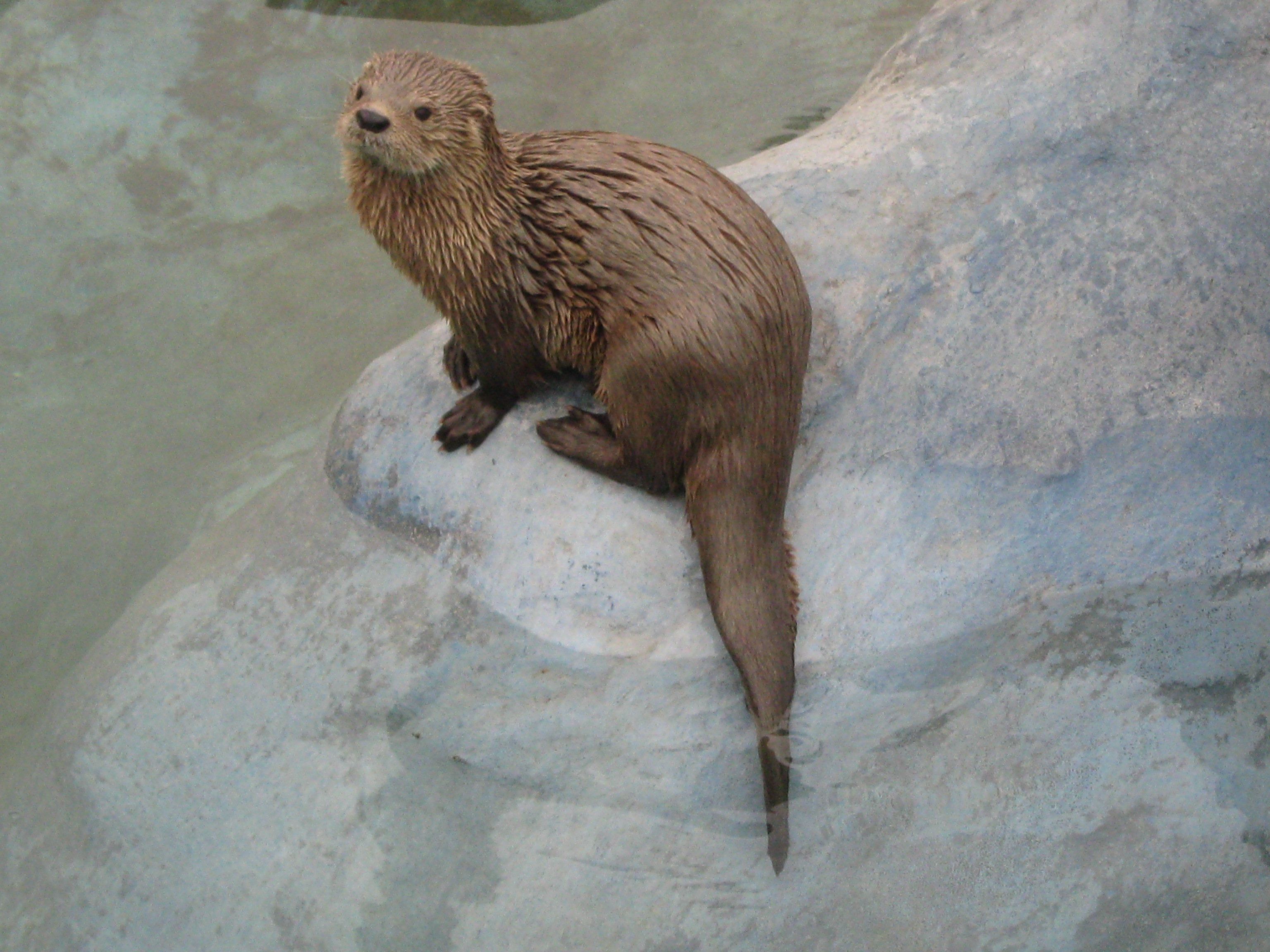
Chungungo.
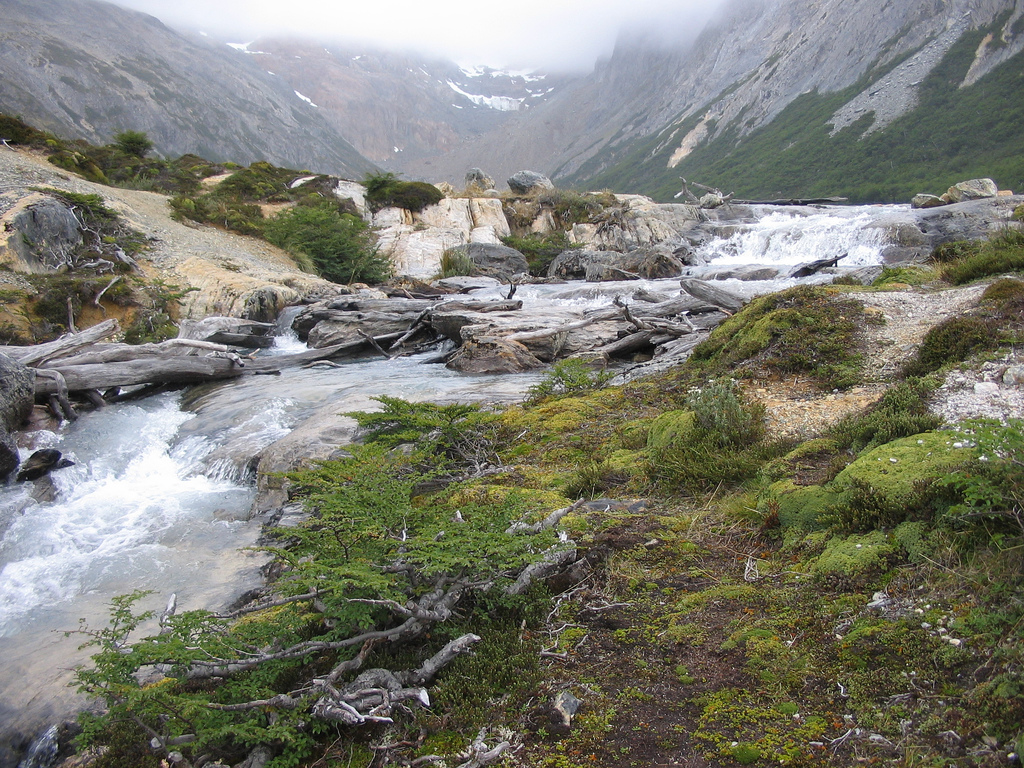
Por los senderos del parque.
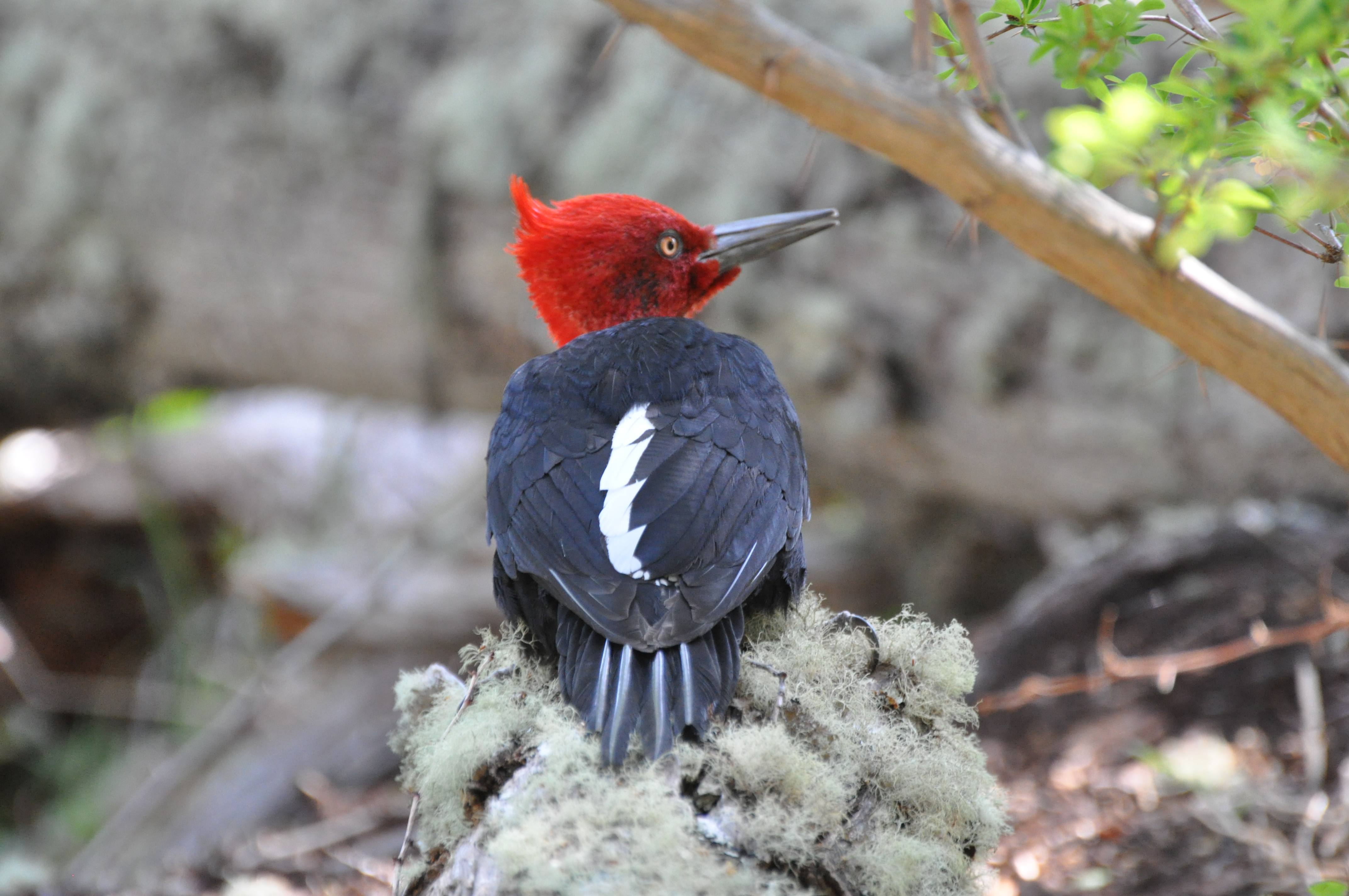
Carpintero negro patagónico.
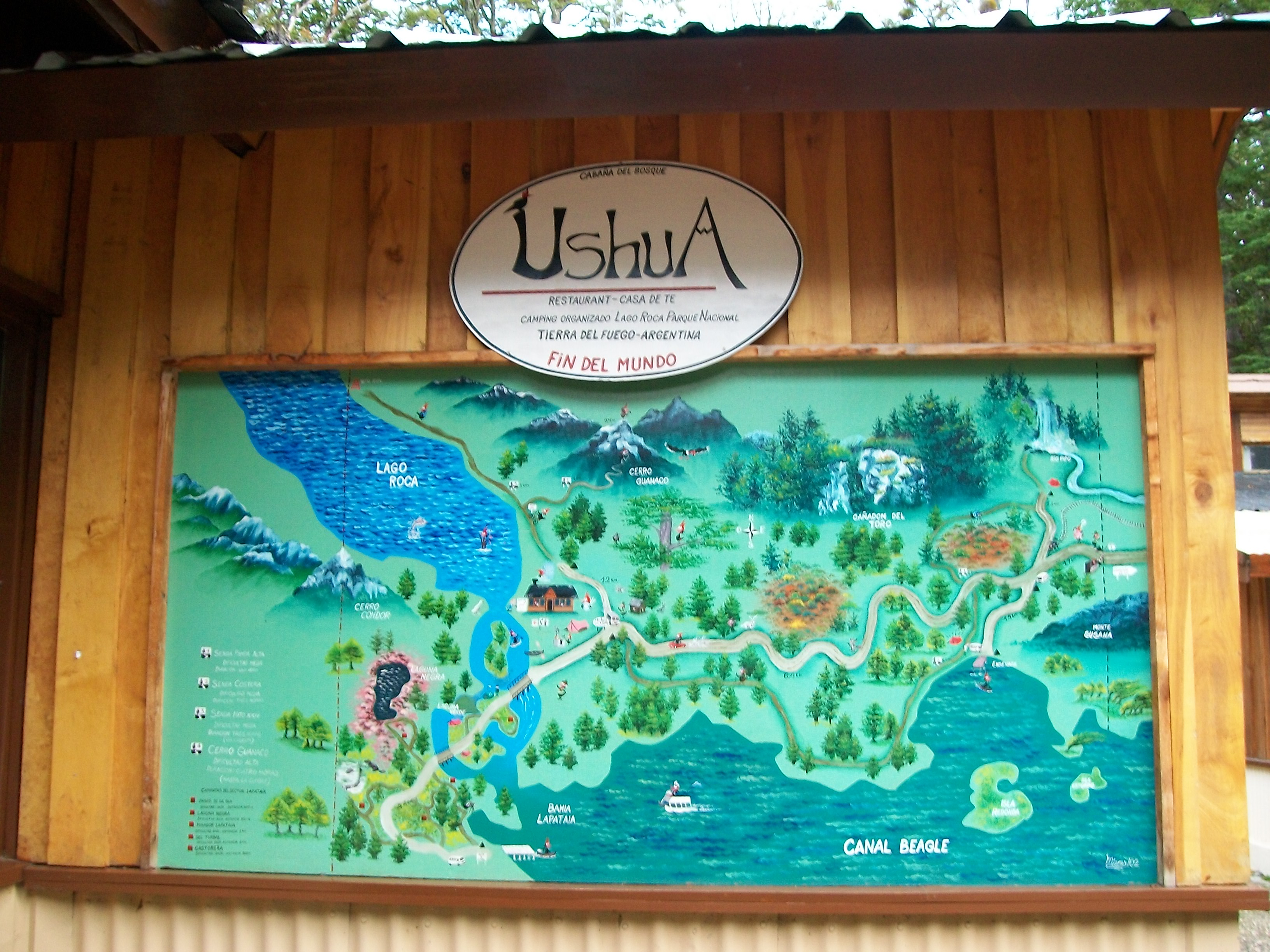
Cuadro con mapa zona sur del parque.
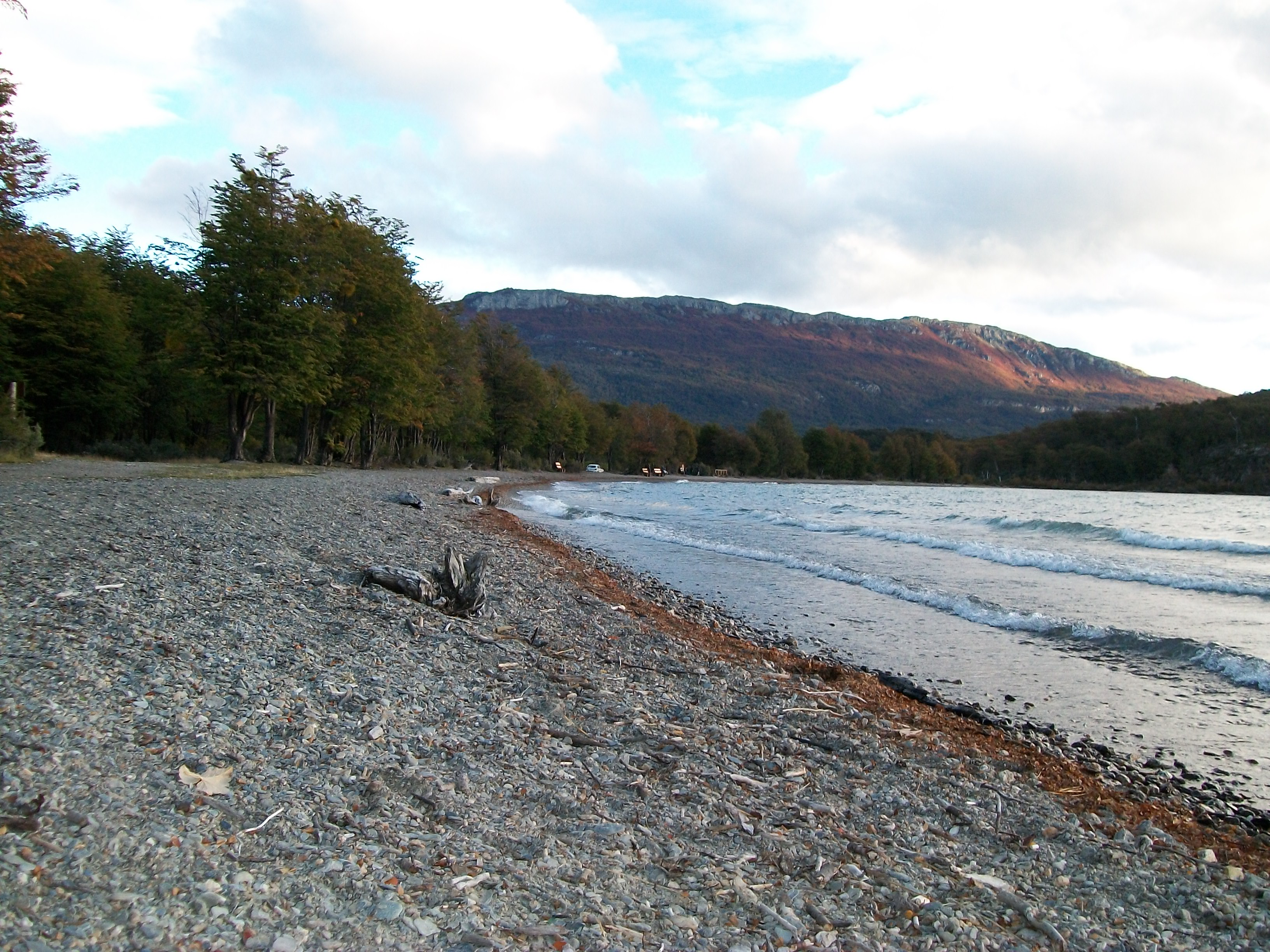
Vista del Lago Acigami.
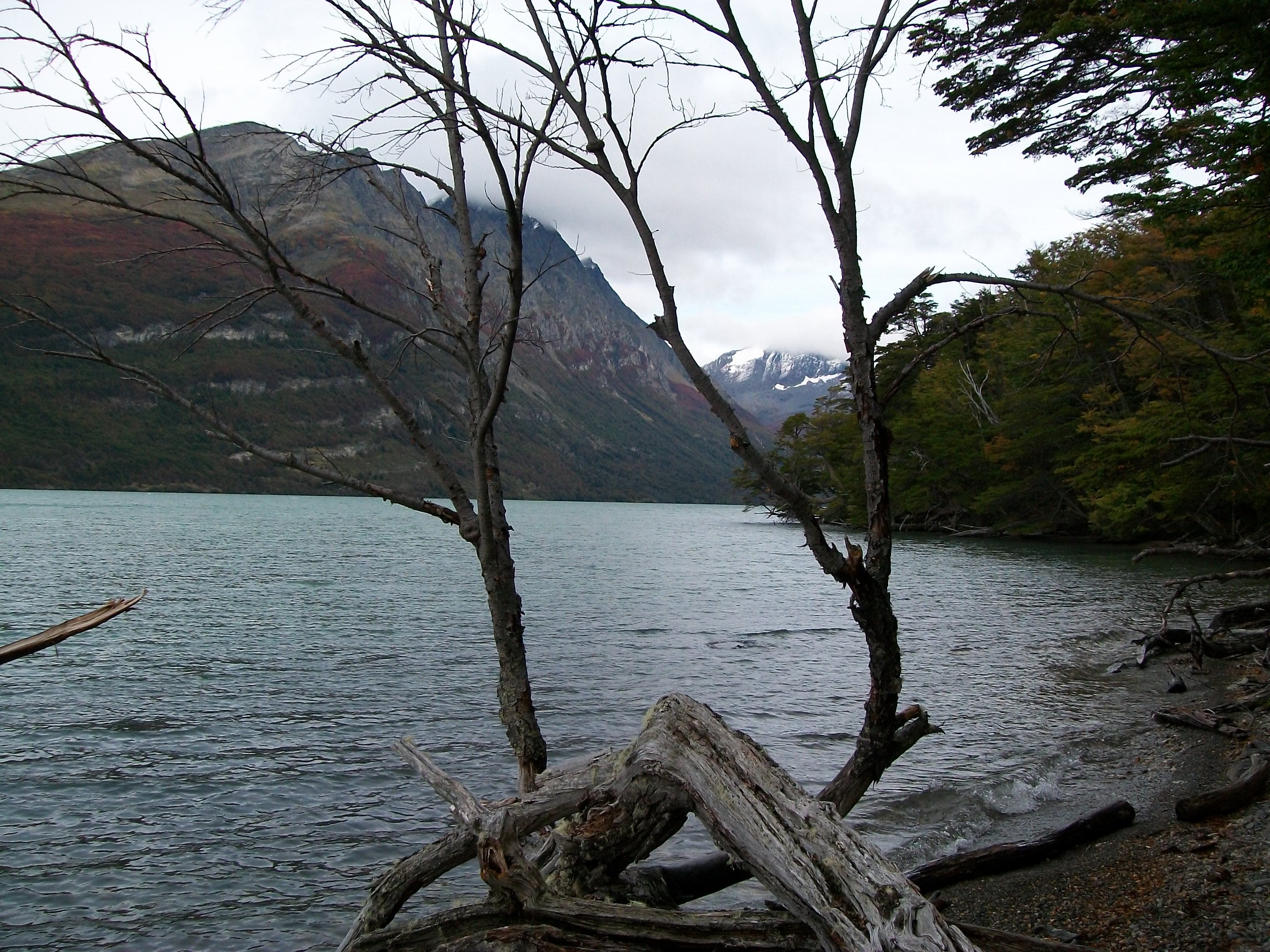
Vista del Lago Acigami.
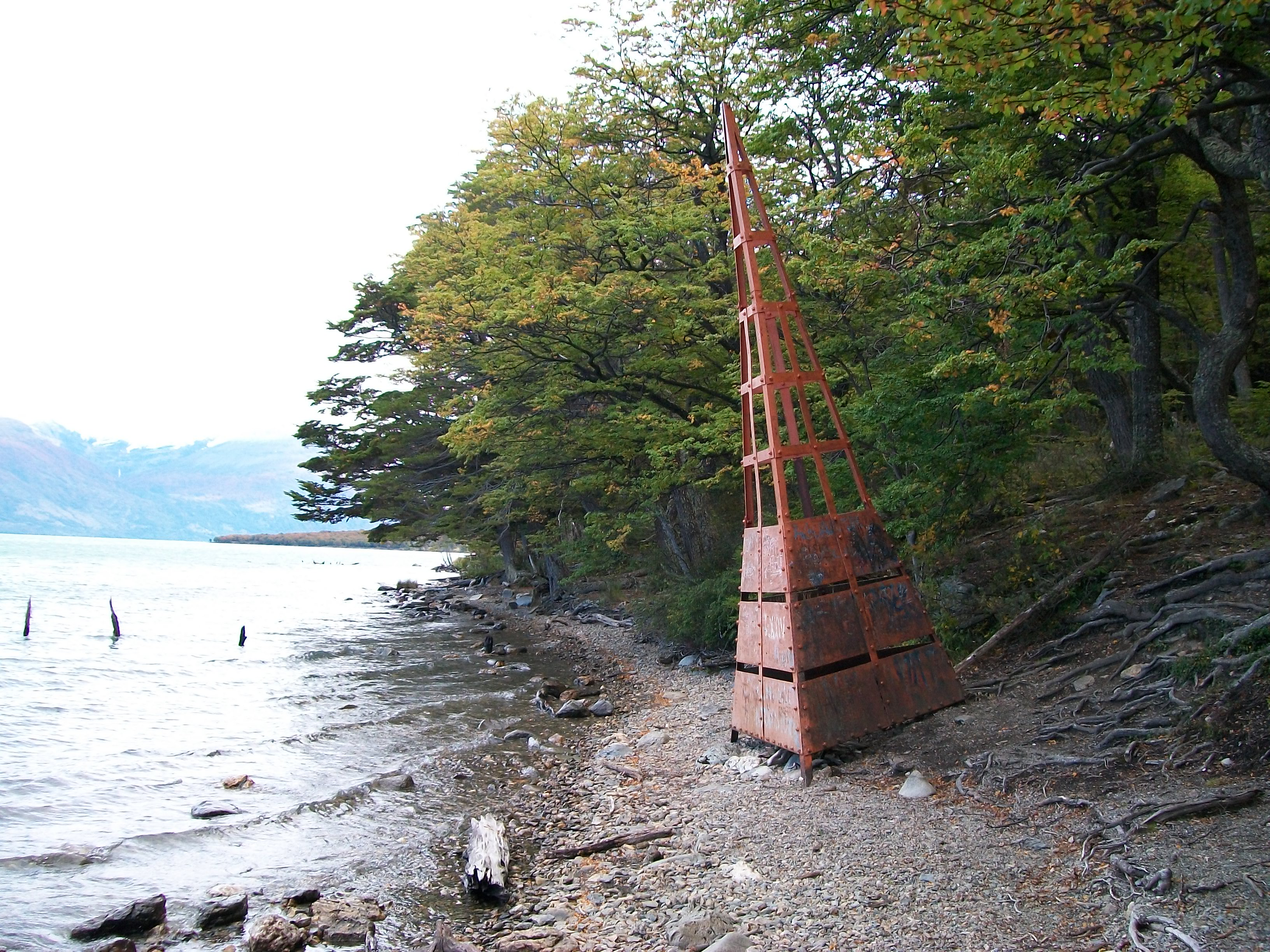
Hito XXIV - Límite con Chile - Lago Acigami.
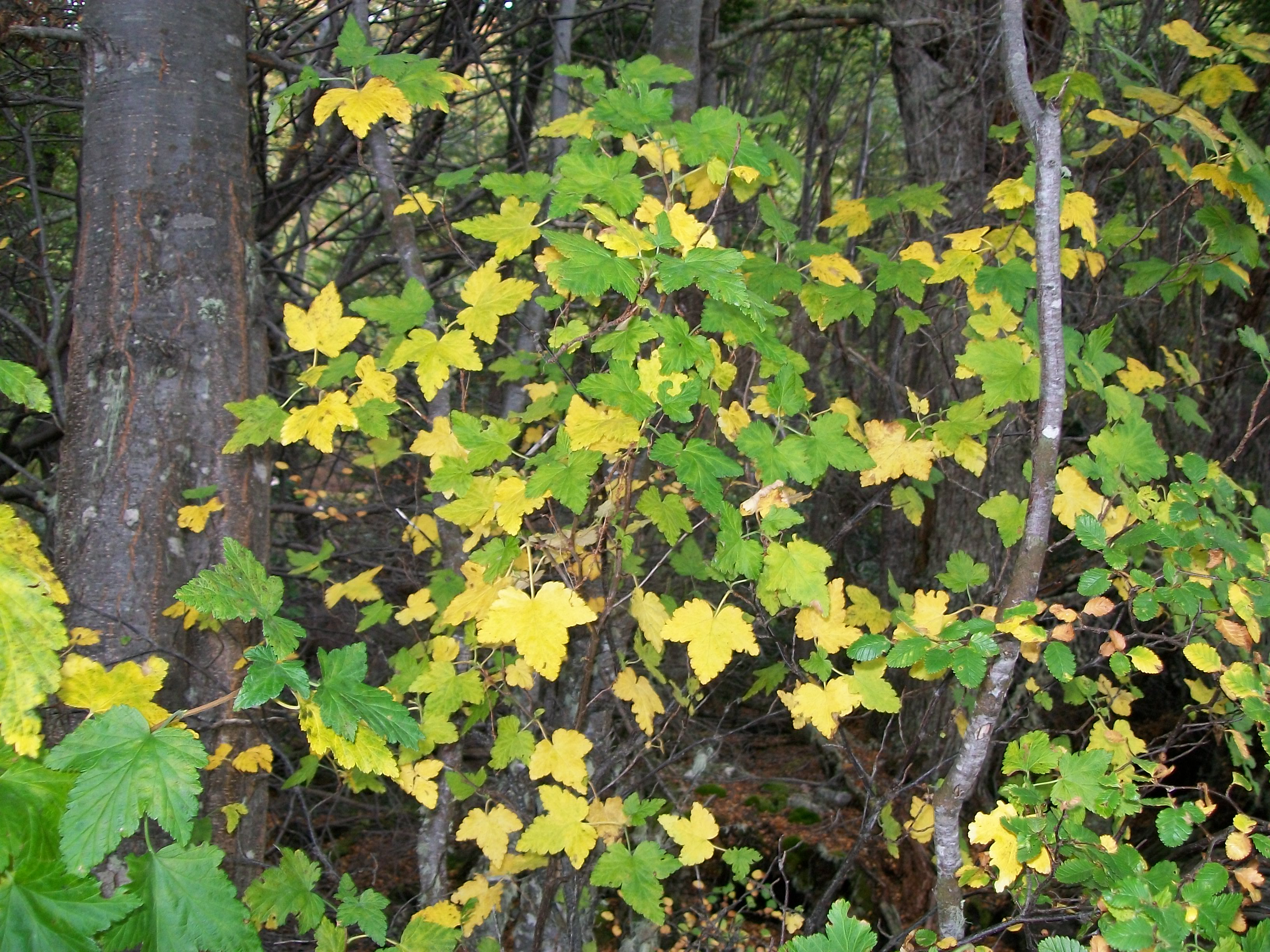
Vista del bosque.
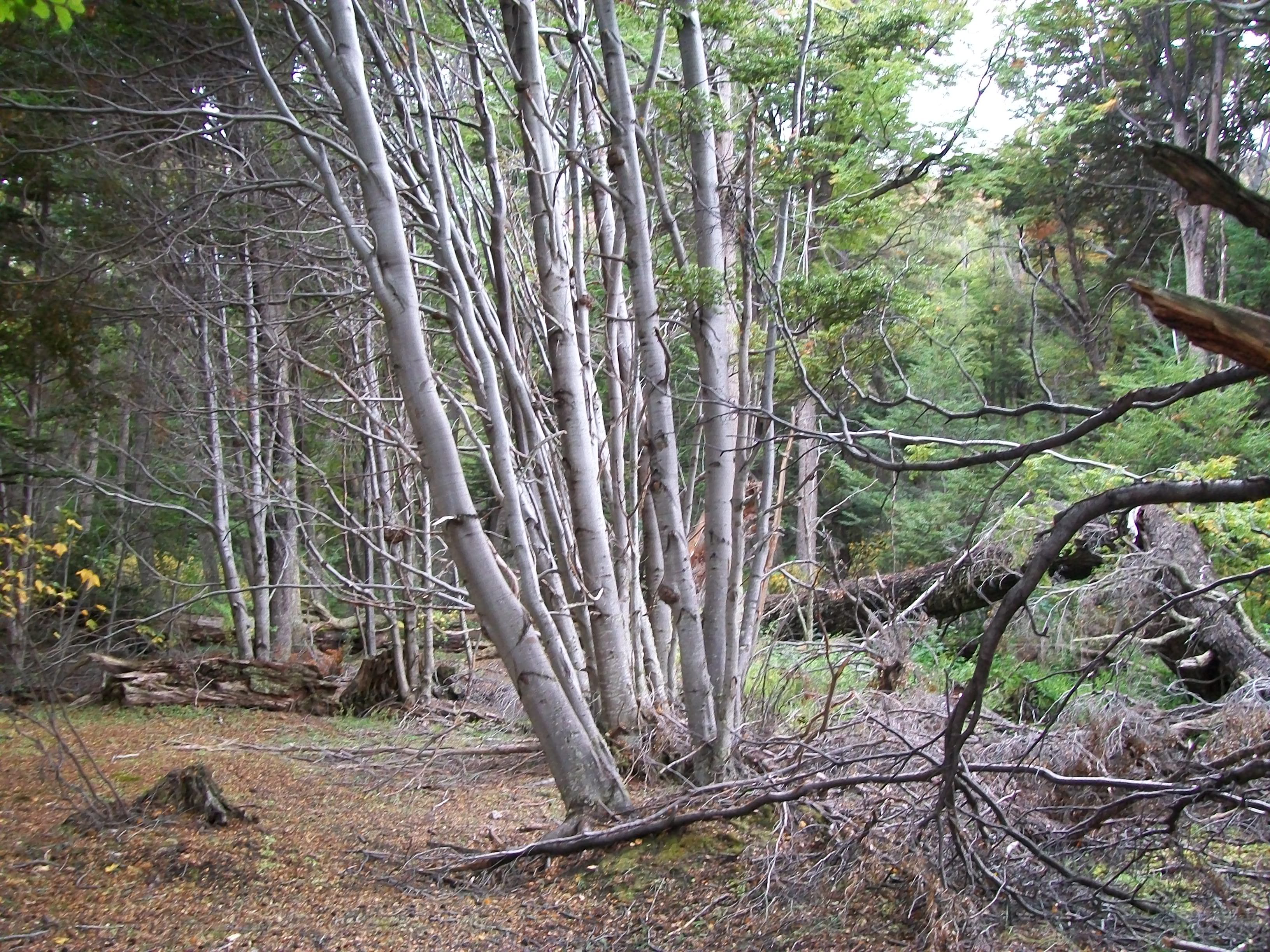
Vista del bosque.
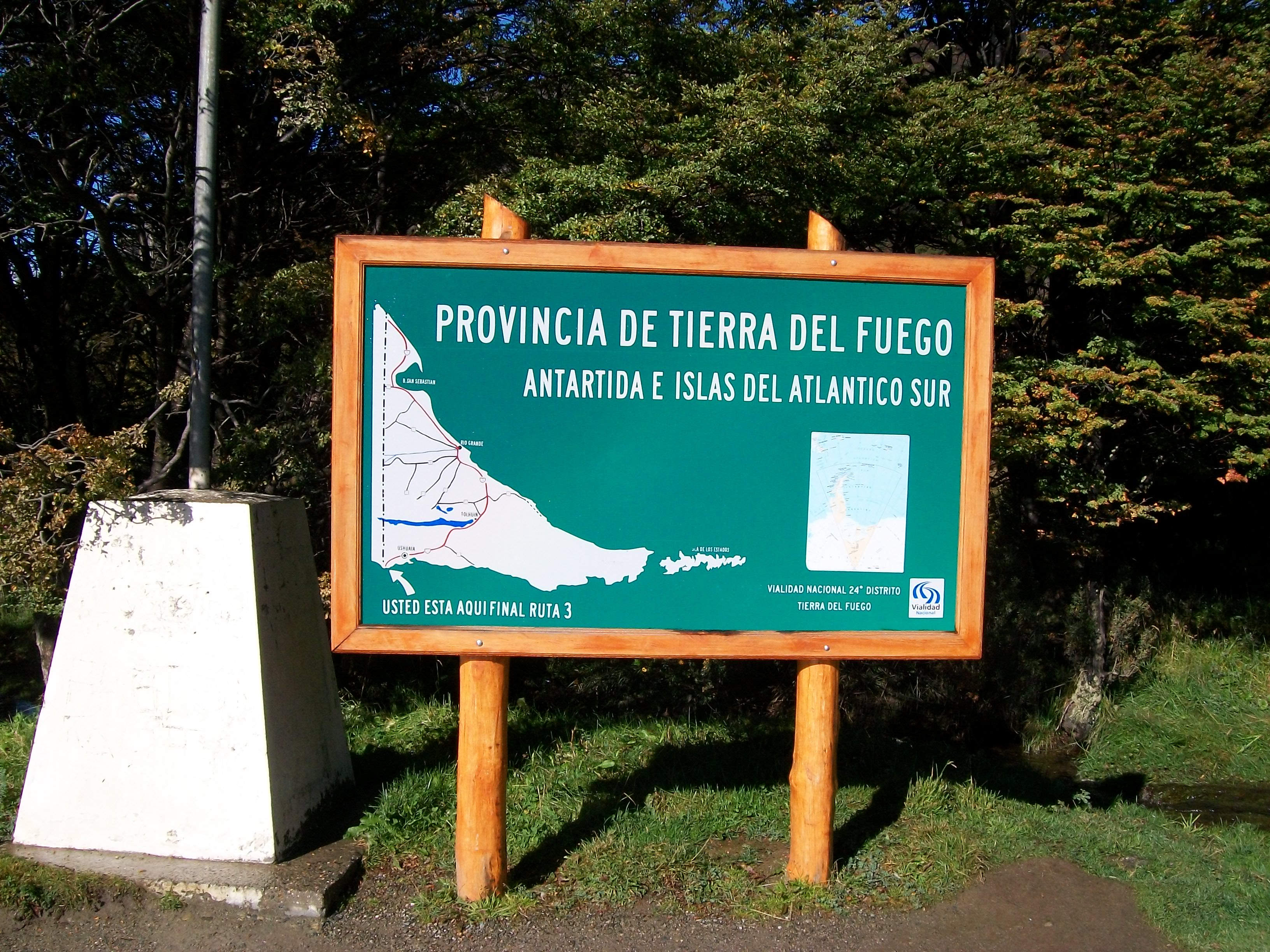
Cartel de ubicación.
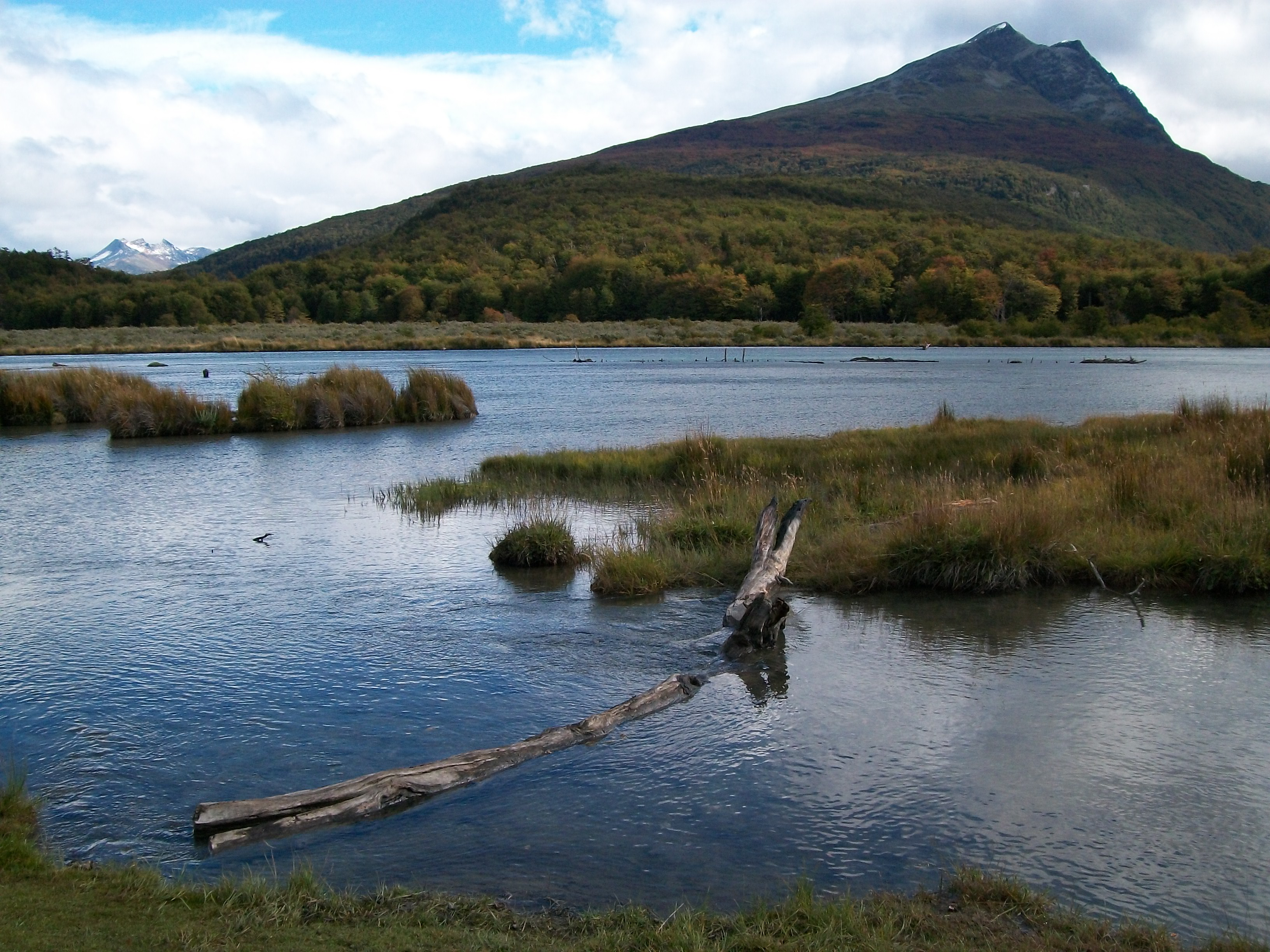
Río Lapataia.
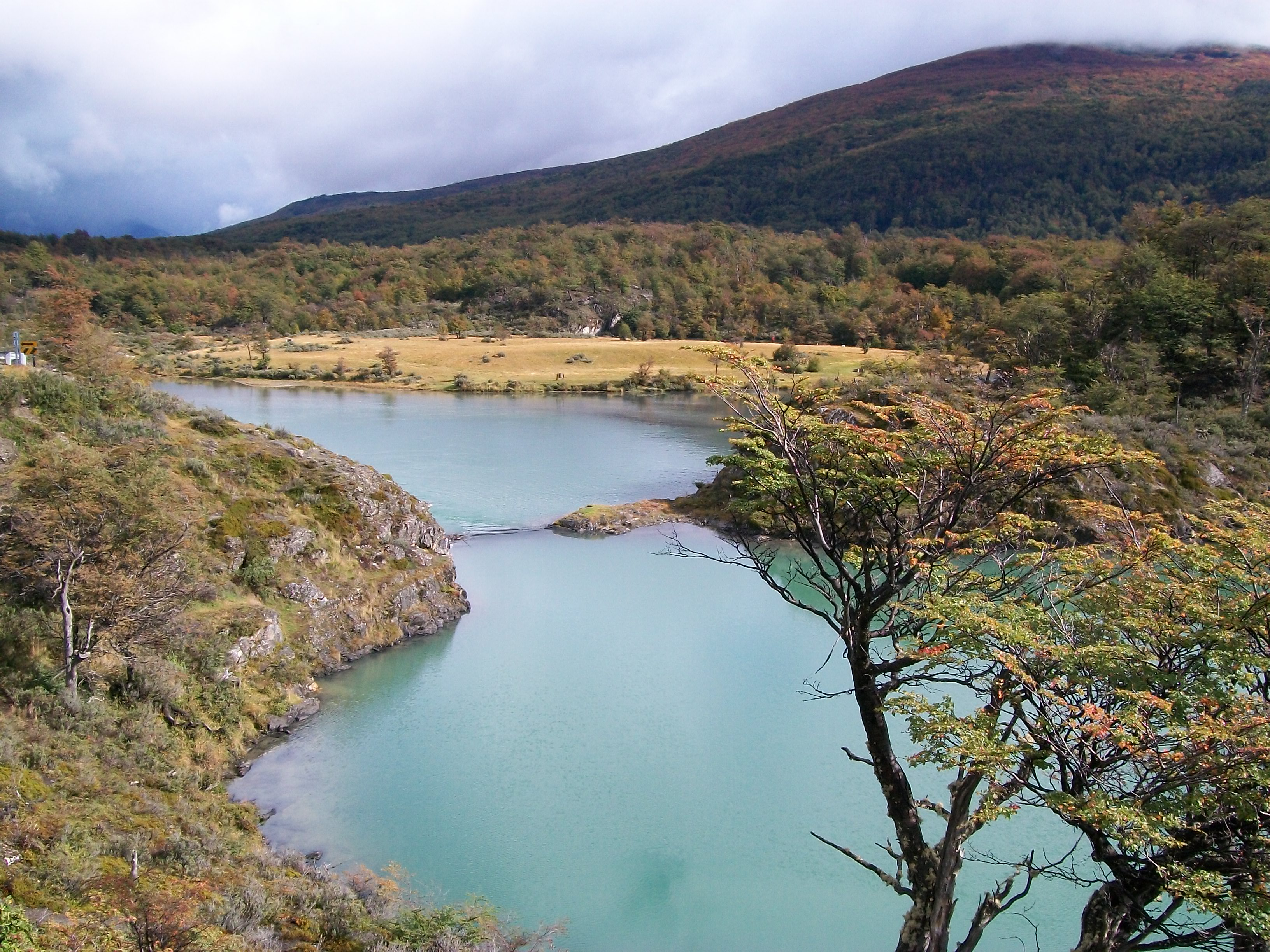
Río Lapataia.
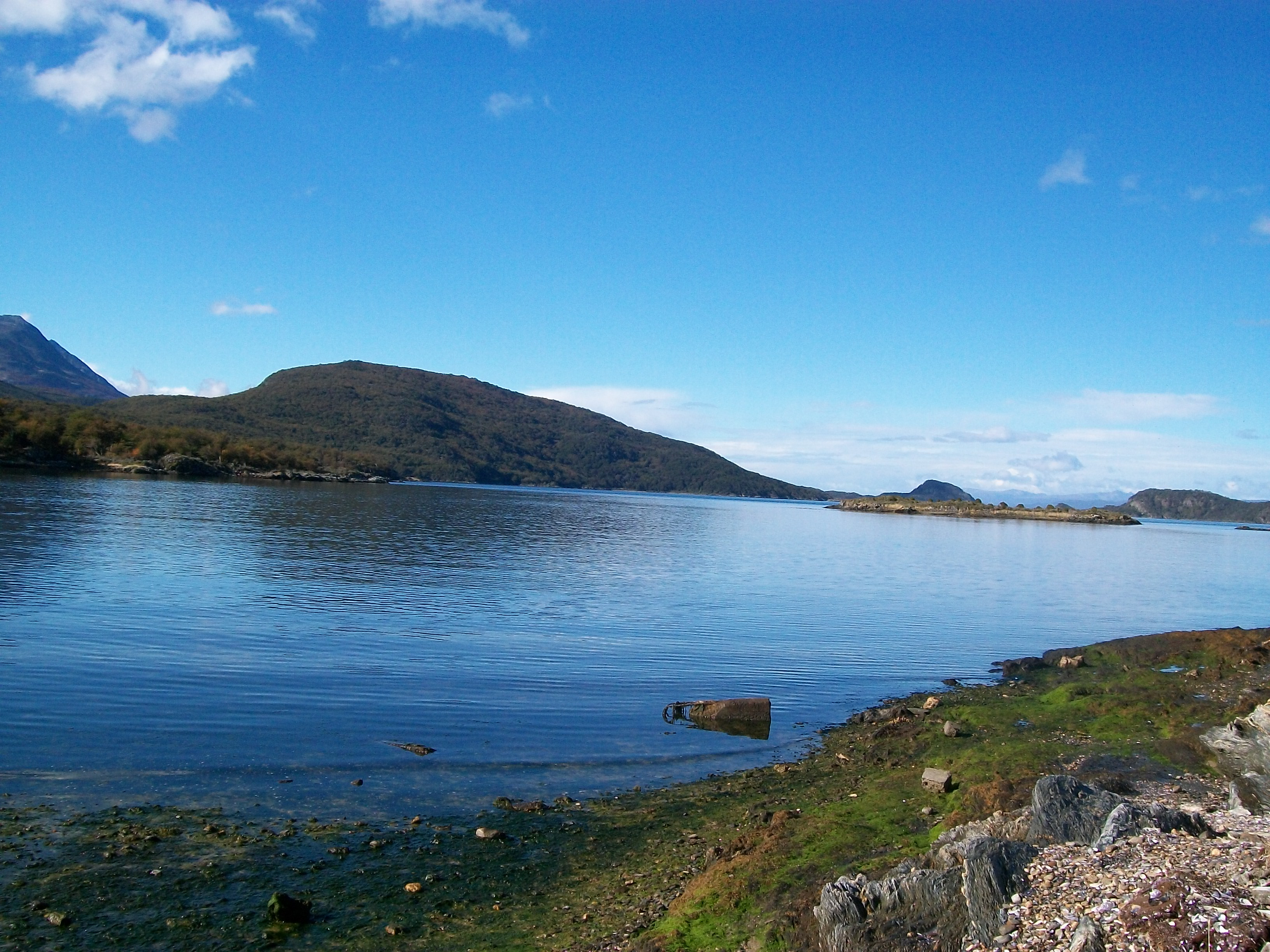
Bahía Lapataia.
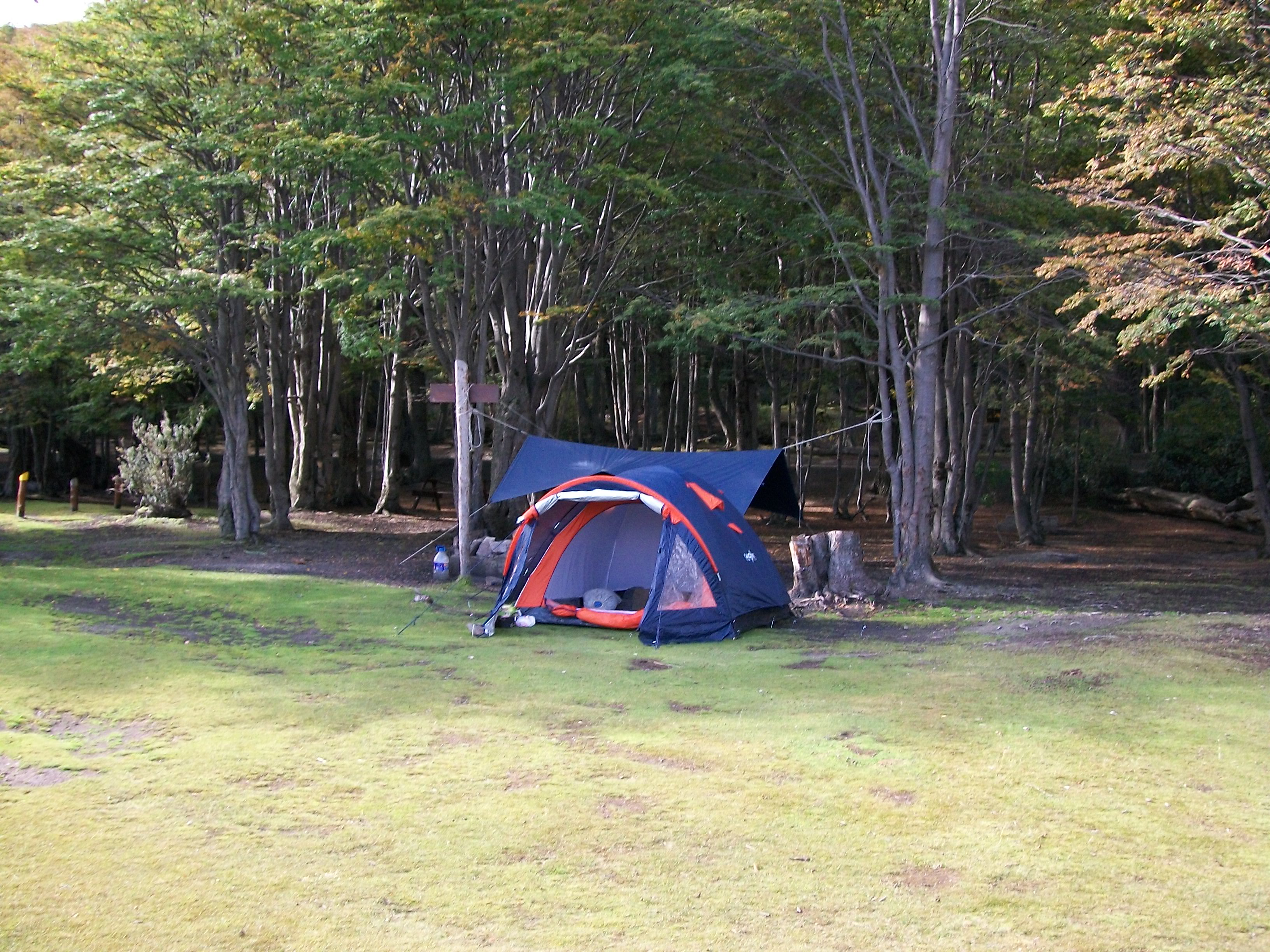
Zona de acampe Lago Acigami.
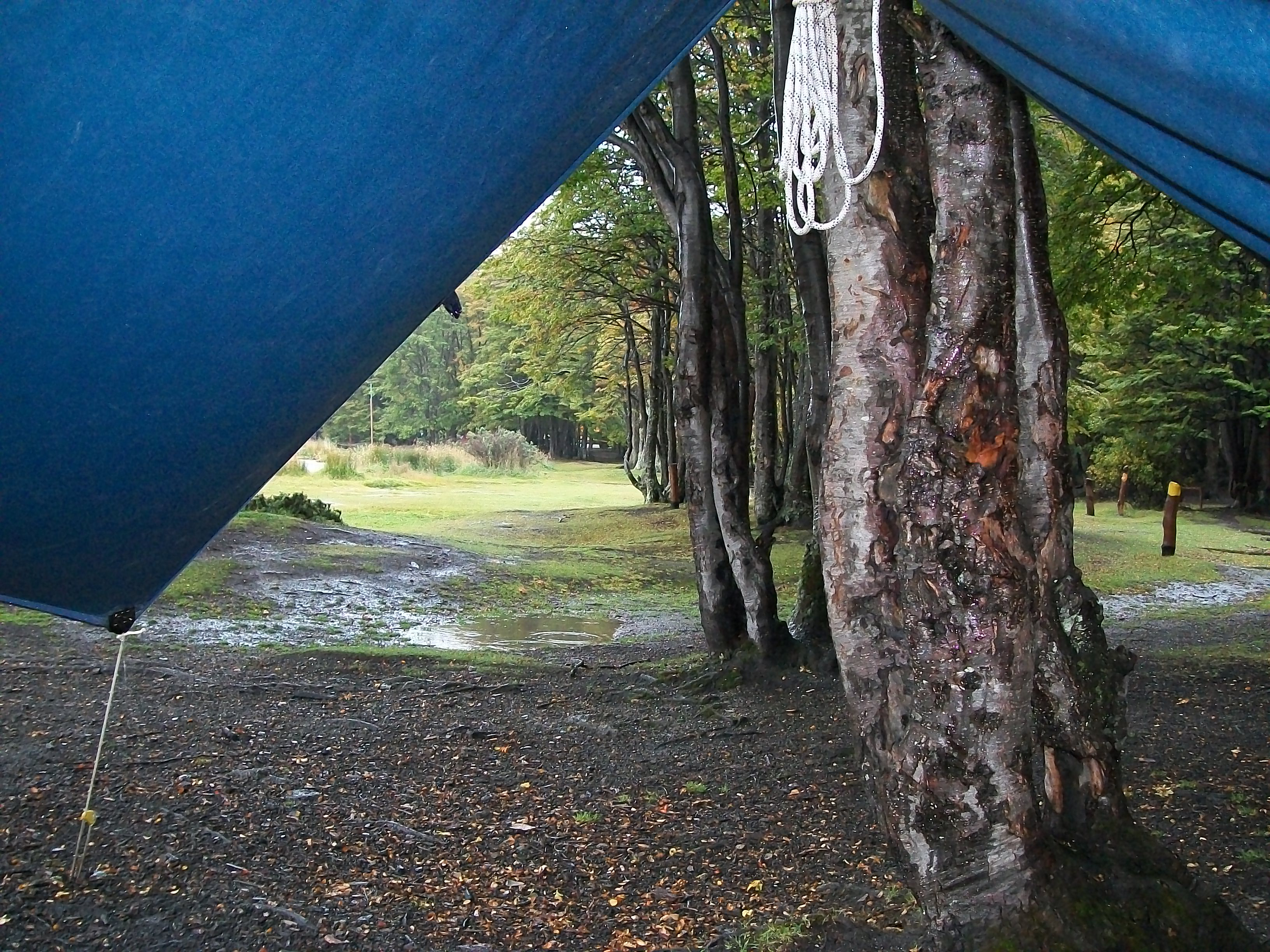
Zona de acampe Lago Acigami.
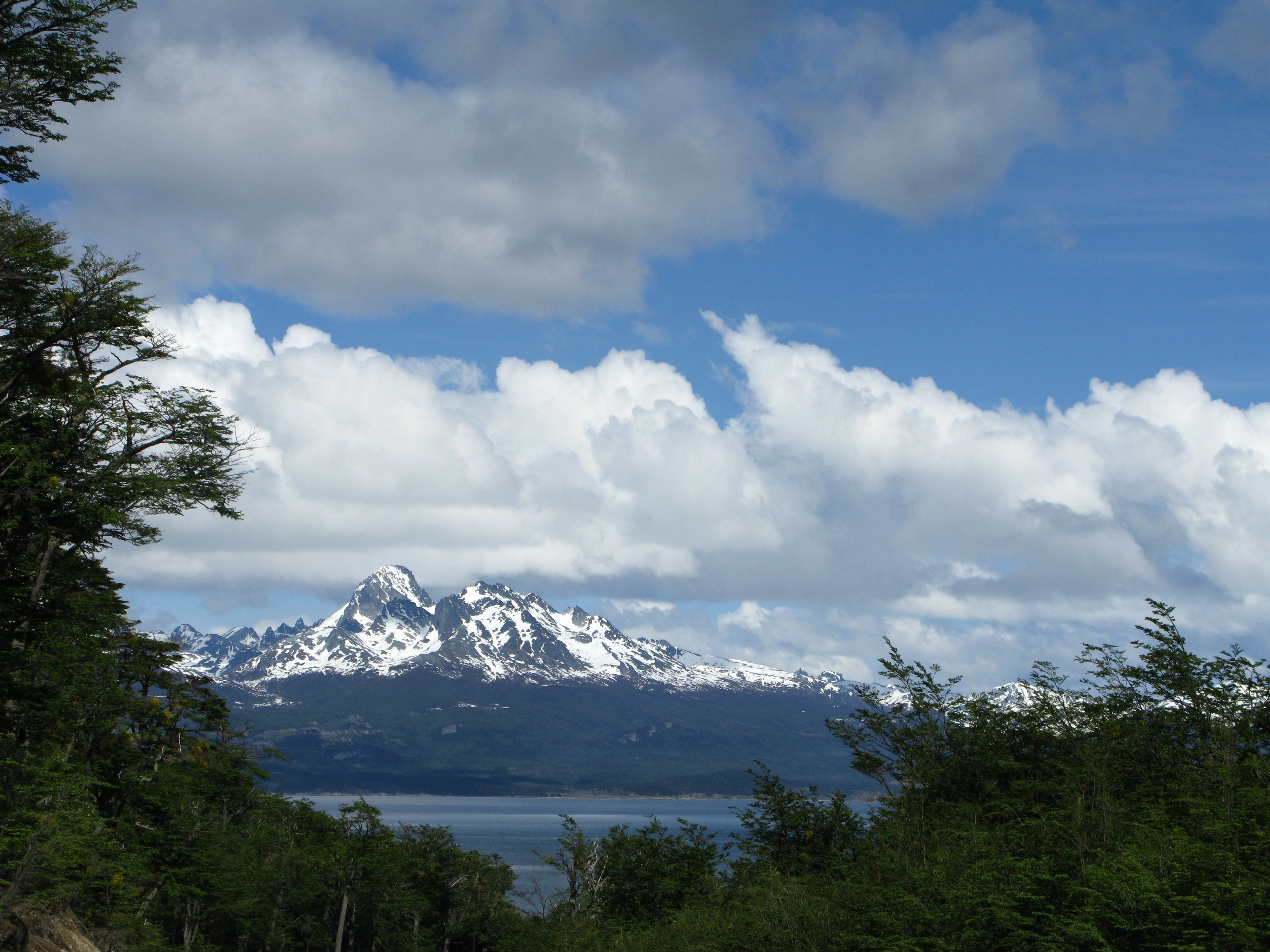
Costas en las proximidades de la isla Hoste.
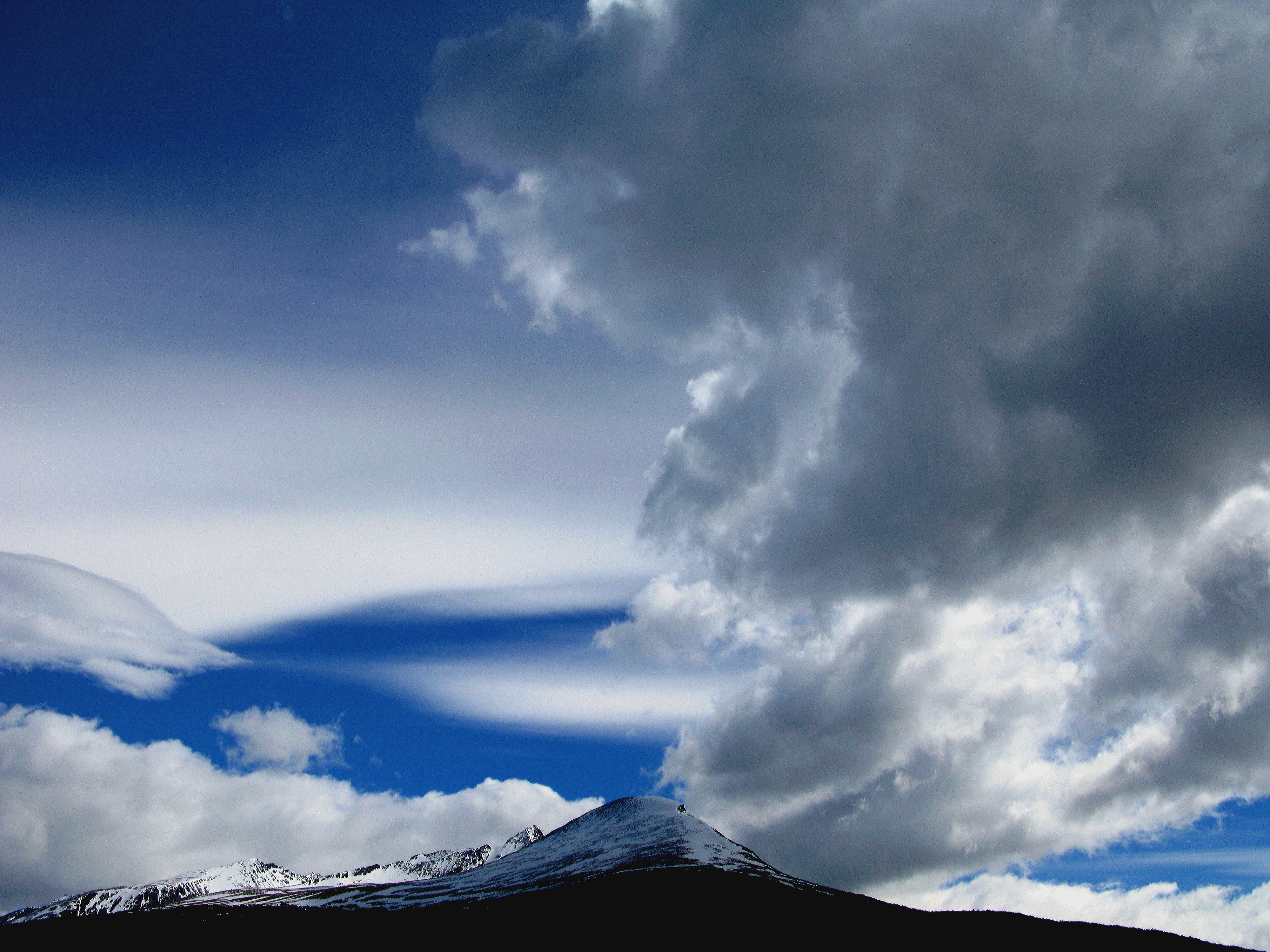
Vista del Cerro Cóndor.